# Liste der Straßen und Plätze in Berlin-Johannisthal

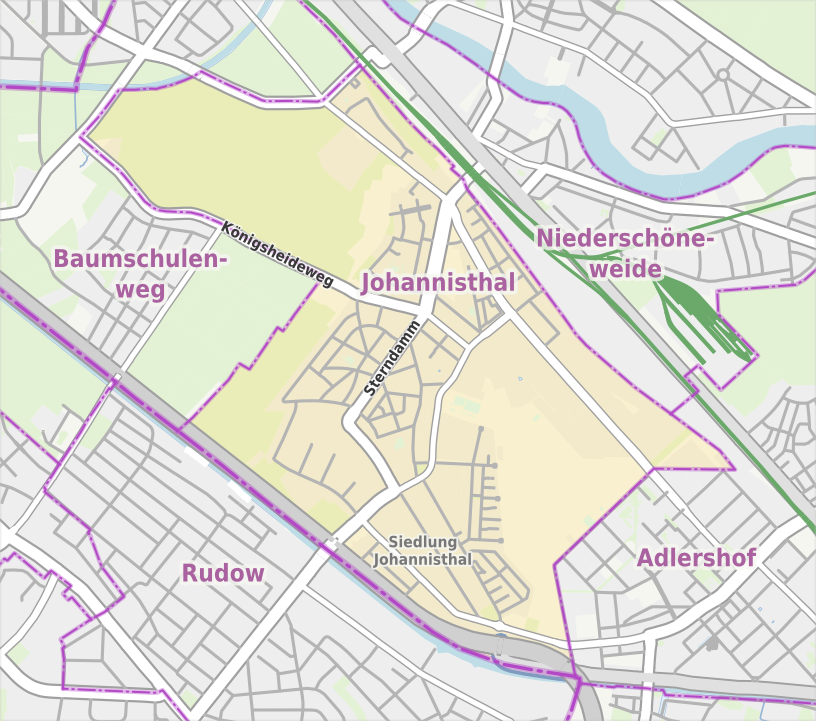
Übersichtskarte von Berlin-Johannisthal

Die Liste der Straßen und Plätze in Berlin-Johannisthal beschreibt das Straßensystem im Berliner Ortsteil Johannisthal mit den entsprechenden historischen Bezügen. Gleichzeitig ist diese Zusammenstellung ein Teil der Listen aller Berliner Straßen und Plätze.

## Überblick

### Allgemeines

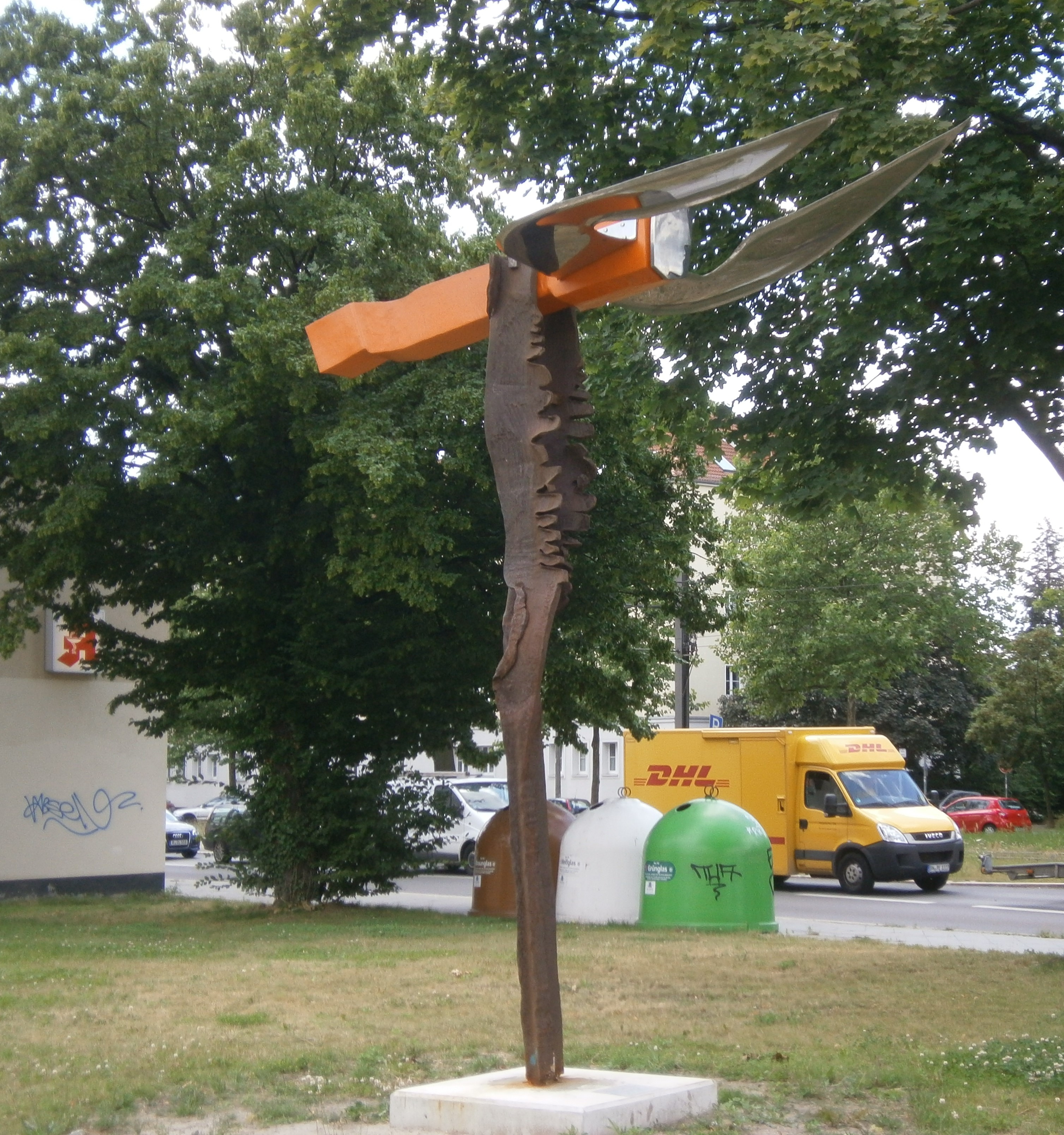
Sterndamm Ecke Groß-Berliner Damm: Figur, die Bezug auf die Vergangenheit des Ortsteils mit dem Flugplatz Johannisthal nimmt

Johannisthal hat 21.121 Einwohner (Stand: 31. Dezember 2023) und umfasst den Postleitzahlenbereich 12487. Im Ortsteil gibt es 83 gewidmete Straßen und zwei benannte Plätze, davon liegen acht Straßen teilweise in den Nachbarortsteilen. Die Länge der bis 2013 angelegten Straßen beträgt 38,1 Kilometer. Am Groß-Berliner Damm zwischen dem Landschaftspark und dem Bahngelände im Nordosten des Ortsteils geplante Straßen sind hierfür unbeachtet geblieben. Das an den Ortsteil Adlershof grenzende Gebiet des vormaligen Flugfeldes Johannisthal ist zum größeren Teil zum Landschaftspark Johannisthal umgestaltet worden.
Im Ortsteil liegt ein 2850 Meter langer Abschnitt der Bundesautobahn 113 mit den Anschlussstellen 4 (Stubenrauchstraße) und 5 (Adlershof). Die ASt 5 führt über das Ernst-Ruska-Ufer direkt in den Nachbarortsteil Adlershof. Die ASt 4 schließt nördlich das Hauptstraßensystem des Ortsteils mit dem Sterndamm und dem Segelfliegerdamm an den Verkehr nach Nieder- und Oberschöneweide, südlich nach Rudow und südöstlich über den Eisenhutweg (zur Rudower Chaussee) nach Adlershof an. In Ost-West-Richtung bringt die Südostallee in Verlängerung der außerhalb von Johannisthal liegenden Kreuzung Baumschulenstraße/Sonnenallee Verkehr in Richtung Niederschöneweide, zum Anschluss an die Bundesstraße 96a und innerhalb des Ortsteils zum Groß-Berliner Damm.

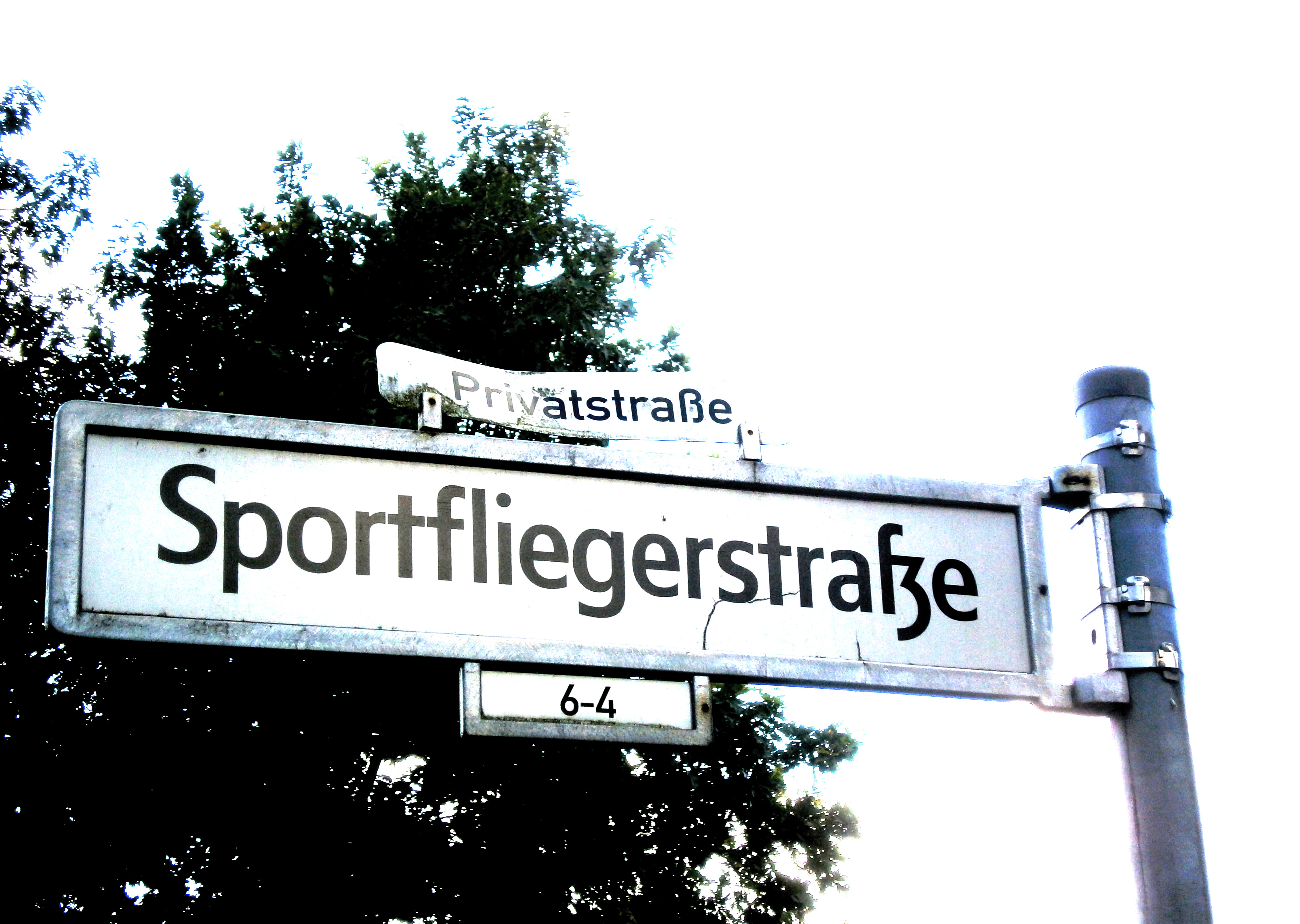
Straßenschild mit dem Zusatz „Privatstraße“

Viele der für Johannisthal vergebenen Straßennamen spiegeln die Geschichte des Flugplatzes oder mit ihm verbundene Personen wider. Andere dokumentieren Landschaftsmerkmale. Besonders der Begriff „Fenn“ wurde in etwas unübersichtlicher Weise verwendet: „Am Alten Fenn“, „Breites Fenn“ und „Zum Alten Fenn“. Anzumerken ist auch eine Anzahl von Privatstraßen im amtlichen Verzeichnis.

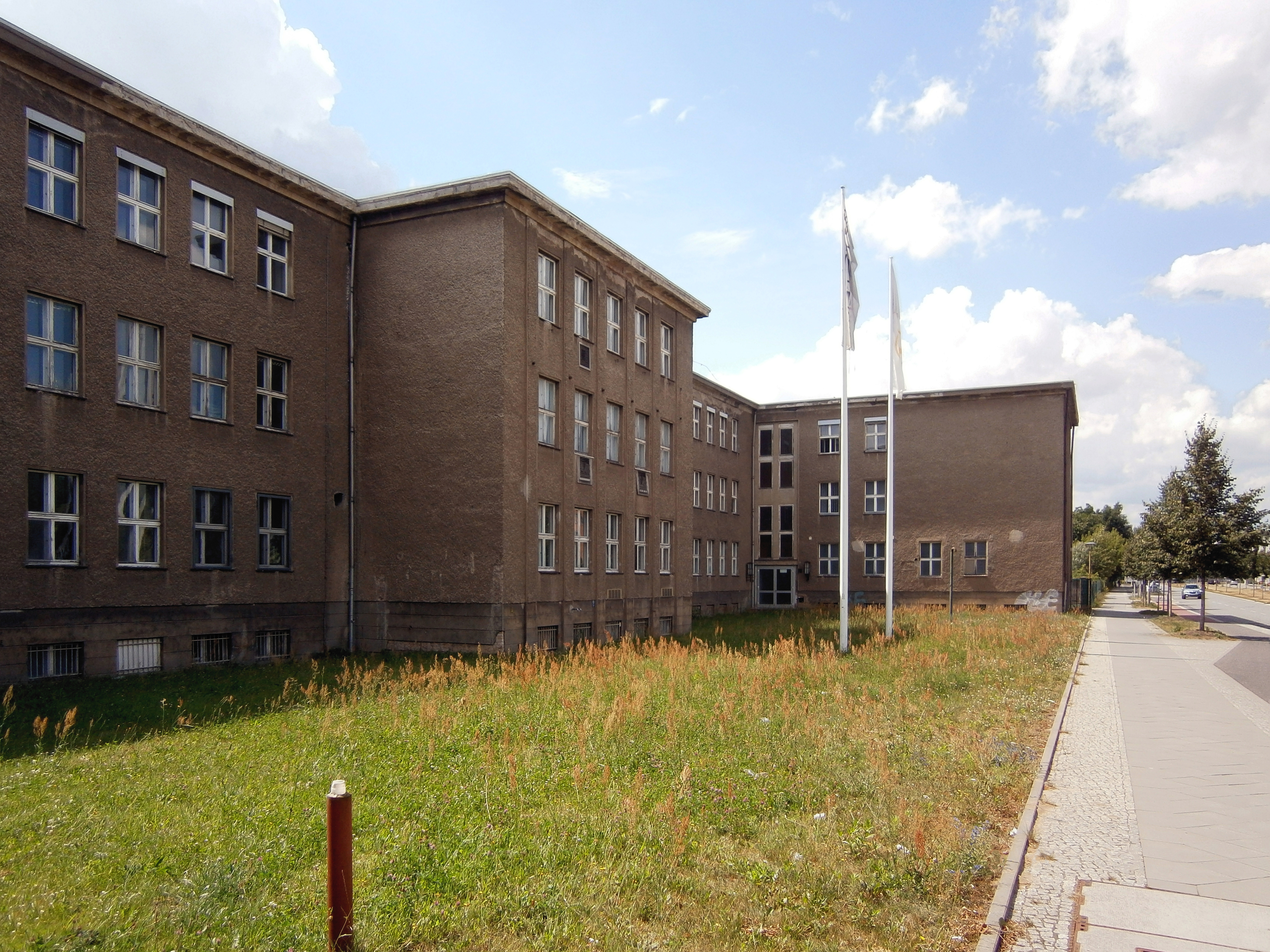
Nach der politischen Wende stillgelegtes Gebäude am Groß-Berliner Damm (MfS, Abteilung 26)

Für das Gebiet des ehemaligen Flugplatz Johannisthal, das vom Bahngelände im Nordosten, der Rudower Chaussee in Adlershof im Südosten, der Straße am Flugplatz und dem Straßenzug Segelfliegerdamm/Landfliegerstraße begrenzt wird, und in den der (zunächst nicht durchführende) Groß-Berliner Damm hineinführte wurde nach 1990 eine Planung als Entwicklungsgebiet eingerichtet. Die hier liegenden Einrichtungen und Industriebetriebe waren nach der Wende größtenteils entfallen. Es wurden mehrere Straßennamen in einem Namenspool von 2002 für das Entwicklungsgebiet Adlershof/Johannisthal vorgegeben, der vom Bezirk für die Senatsplanungen für das Ostgelände des Ortsteils und für den Adlershofer Anteil gebildet wurde. 2008 änderte der Berliner Senat die Pläne für das Entwicklungsgebiet und der Bezirk forderte sein Mitspracherecht ein. Der Ausbau geplanter Straßen verzögerte sich daher. Am Westrand des Landschaftsparks zum Segelfliegerdamm / Straße am Flugplatz entstand zu Beginn der 2010er Jahre eine Eigenheimsiedlung mit mehreren neuen Straßen („Wohnsiedlung Landschaftspark“). Der Groß-Berliner Damm wurde bis Adlershof durchgeführt. Das vormalige NVA-Gelände auf dem Flugfeld unter Einbeziehung von Teilen des Rangierbahnhofs Schöneweide in Fortsetzung der westlich liegenden Gewerbeflächen ist für Gewerbeansiedlung projektiert und wird mit neuen Straßen erschlossen. Planungsbedingt sind einige Straßennamen in Lage und Namensgebung noch nicht eindeutig festgelegt. Insbesondere ist auch die Führung einiger Straßen nördlich vom Landschaftspark zu Beginn der 2020er Jahre nicht endgültig festgelegt. Bis 2020 wurden im Entwicklungsgebiet die Gerhard-Sedlmayer-Straße, die Wagner-Régeny-Straße, die Benno-König-Straße sowie der Gerhard-Hertz-Platz angelegt. Die Ansiedlung von Unternehmen in diesem Gebiet erfolgte bisher noch nicht in der geplanten Intensität.

### Ortsteilgrenzen nach Straßen
Johannisthal grenzt im Süden an den Teltowkanal und damit an Rudow. Am östlichen Ende biegt die Ortsteilgrenze nach Nordosten und verläuft entlang der Hermann-Dorner-Straße sowie der anschließenden Igo-Etrich-Straße, die beide zu Adlershof gehören und auf Johannisthaler Seite an das ehemalige Flugfeld (heute zum Teil ein Landschaftspark) grenzen. In der gedachten Verlängerung dieses Straßenzuges kreuzt die Grenze die Görlitzer Bahn, verläuft nun zwischen Görlitzer Bahn und dem Adlergestell nordwestwärts und grenzt nunmehr gegen Niederschöneweide. Die Grenze setzt sich dann zwischen der Görlitzer Bahn und der Michael-Brückner Straße fort und wechselt am Sterndamm auf die südwestliche Seite des Bahnkörpers. Diesem folgt sie bis zur Rixdorfer Straße. Dort knickt die Ortsteilgrenze nach Südwesten ab. Die Kante des nordwestlichen Fußweges grenzt von hier an den Ortsteil gegen Baumschulenweg ab. An der Kreuzung mit der Kiefholzstraße wechselt die Grenze zur Nordseite der Südostallee. Die Friedhofsflächen gehören zu Baumschulenweg, die Königsheide und Südostallee zu Johannisthal. Vor der Südostalleebrücke wendet sich die Ortsteilgrenze am Südufer des Britzer Zweigkanals nach Südwesten bis an die Baumschulenbrücke und weiter auf die Südostseite der Baumschulenstraße. Durch den weiteren Verlauf der Grenze entlang der Nordseite der Königsheideallee wird die Königsheide umschlossen (Lage). Zwischen Kleingartenanlagen und dem Wasserwerk Königsheide verläuft die Grenze nun in südwestlicher Richtung, kreuzt die A 113 und erreicht wieder das Nordufer des Teltowkanals.

## Übersicht der Straßen und Plätze
Die nachfolgende Tabelle gibt eine Übersicht über die vorhandenen Straßen und Plätze im Ortsteil sowie einige dazugehörige Informationen.
- Name/Lage: aktuelle Bezeichnung der Straße oder des Platzes. Über den Link Lage kann die Straße oder der Platz auf verschiedenen Kartendiensten angezeigt werden. Die Geoposition gibt die Lage der ungefähren Mitte der Straßenlänge an.
- Im amtlichen Straßenverzeichnis nicht aufgeführte Verkehrswege sind mit * gekennzeichnet.
- Ehemalige oder nicht mehr gültige Straßennamen sind kursiv gesetzt. Für bedeutende ehemalige Straßen oder historische Straßennamen ist gegebenenfalls eine gesonderte Liste vorhanden.
- Länge/Maße in Metern:
Die in der Übersicht enthaltenen Längenangaben sind  gerundete Übersichtswerte, die in Google Earth mit dem dortigen Maßstab ermittelt wurden. Sie dienen Vergleichszwecken und werden, sofern amtliche Werte bekannt sind, ausgetauscht und gesondert gekennzeichnet.
Bei Plätzen sind die Maße in der Form a × b für rechteckige Anlagen und für (ungefähr) dreieckige Anlagen als a × b × c mit a als längster Seite angegeben.
Sofern die Straße auch in benachbarte Ortsteile weiterführt, gibt der Zusatz ‚im Ortsteil‘ an, wie lang der Straßenabschnitt innerhalb des Ortsteils dieses Artikels ist.
- Namensherkunft: Ursprung oder Bezug des Namens.
- Anmerkungen: weitere Informationen über anliegende Baudenkmale oder Institutionen, die Geschichte der Straße und historische Bezeichnungen.
- Bild: Foto der Straße oder eines anliegenden Objektes.

| Name/Lage                      | Länge/Maße (in Metern)         | Namensherkunft | Datum der Benennung                              | Anmerkungen | Bild |
| ------------------------------ | ------------------------------ | --- | ------------------------------------------------ | --- | --- |
| Akeleiweg (Lage)               | 0920                           | Akelei, krautige Pflanze aus der Familie der Hahnenfußgewächse | 16. Aug. 1928                                    | Der Weg wurde nach dem hiesigen Bebauungsplan als Straße B angelegt, er umfasst 89 Hausnummern. Bis zu einer Korrektur der Bezirksgrenzen im Jahr 1938 gehörte der Weg zum Verwaltungsbezirk Neukölln bzw. innerhalb dessen zum Ortsteil Rudow – deshalb auch die inhaltlich-programmatische Bezugnahme zu dortigen Straßennamen (Blumen, Pflanzen und Gewächse). Der Akeleiweg bildet die südöstliche Fortsetzung des Sterndamms und mündet in den Eisenhutweg. | Akeleiweg nach Ost von der Stubenrauchstraße aus |
| Albineaplatz (Lage)            | 0080 × 70 × 50 (dreieckig)     | Albinea, Gemeinde in Italien, eine der Partnerstädte des Bezirks | 7. Juni 2003                                     | Der Platz wird vom Sterndamm in Nordost-Südwest-Richtung durchschnitten. Seine äußere Begrenzung bilden die Winckelmannstraße (West), der Heuberger Weg (Ost) und ein Arm des Sterndamms im Norden. Auf dem bis 1950 Kaiser-Wilhelm-Platz (siehe unten, Liste ehemaliger Straßen und Plätze) benannten, danach namenlosen Platz steht ein umgewidmeter Gedenkstein mit der Inschrift „Den Opfern des Faschismus“, davor wurde auf einem Findling eine kupferne Gedenktafel mit den Namen von neun ermordeten Johannisthaler Antifaschisten angebracht. Einer von ihnen ist Hans Schmidt, der in dem italienischen Ort wegen „Kontaktaufnahme mit dem Feind“ von der Wehrmacht standrechtlich erschossen wurde. In Albinea wurde im Jahr 2006 eine Straße nach Treptow benannt (Via Treptow). | Berlin-Johannisthal Albineaplatz · Gedenktafel auf dem Albineaplatz |
| Allmersweg (Lage)              | 0080                           | Hermann Allmers (1821–1902), Schriftsteller | 20. März 1929                                    | Der Allmersweg ist eine Sackgasse, die von der Hagedornstraße in südwestliche Richtung abgeht. Er wurde nach dem Bebauungsplan als Straße 36 angelegt. | Allmersweg Blick von der Hagedornstraße südwärts |
| Alter Segelfliegerdamm (Lage)  | 0380                           | Segelflieger, Erinnerung an die Anfänge des Flugwesens in Johannisthal | 19. Juni 2003                                    | Dieser Straßenabschnitt wurde 2003 aus dem Segelfliegerdamm ausgegliedert. Er verlängert die Trasse der Walther-Huth-Straße westwärts bis an die Winckelmannstraße. | Berlin-Johannisthal Alter Segelfliegerdamm |
| Am Alten Fenn (Lage)           | 0210                           | Fenn, niederdeutsche Bezeichnung für ein Feuchtgebiet, hier ist konkret das „Breite Fenn“ in der Königsheide gemeint | 21. Nov. 1926, vor 1914 Fenn                     | Die Straße wird mit nur einem Haus um 1914 erstmals als „Fenn“ im Adressverzeichnis genannt. Sie geht an der damaligen Königschaussee ab und gehörte bis 1938 zum Verwaltungsbezirk Neukölln. Die Straße verläuft inzwischen in West-Ost-Richtung zwischen Zum Alten Fenn und der Oststraße und verfügt über die Hausnummern 13–25. | Berlin-Johannisthal Am Alten Fenn |
| Am Grünen Anger (Lage)         | 0340                           | Anger, Kern eines Dorfes mit Wiese oder Weidefläche | um 1920                                          | Die Straße verläuft nordostwärts parallel zum Groß-Berliner Damm zwischen Greifstraße (Nord) und Pilotenstraße (Süd). Nach dem Adressbuch 1930 liegen zwischen Ost- und Nieberstraße unbebaute Grundstücke außer der Zigarettenfabrik, deren Anschrift jedoch Groß-Berliner Damm 27–31 ist. Zur Pilotenstraße hin schließen sich auf der rechten Seite fünf bewohnte Häuser auf Doppelgrundstücken der „TerrainAktGes.am Flugpl.Johannisthal=Adlershof (Berlin)“ an. | Berlin-Johannisthal Am Grünen Anger |
| Am Haselbusch (Lage)           | 0190                           | Haselbusch, Strauch oder Baum aus der Familie der Birkengewächse | 9. Nov. 1926                                     | Die Straße verbindet West- und Oststraße, ist in der Mitte jedoch nur ein Fußweg durch eine öffentliche Grünanlage. Sie entstand im zweiten Bauabschnitt des 1924/1925 nach Entwürfen von Ernst Engelmann und Emil Fangmeyer verwirklichten Siedlungsprojektes der „Gemeinnützigen Wohnungsbaugesellschaft Berlin-Johannisthal“. Noch 1930 ist sie als unbebaut ausgewiesen. 1954 ist sie in der heutigen Form verzeichnet. Im aktuellen Verzeichnis (Stand Juni 2013) ist die Parzelle 1 eine Grünfläche, und auf Nummer 2 steht ein zweistöckiges Gebäude, das zur südlich anliegenden Gebrüder-Montgolfier-Sportschule gehört. | Berlin-Johannisthal Am Haselbusch |
| Am Rundling (Lage)             | 0120                           | Rundling, historische Bezeichnung für ein kleines Dorf in Rundform | 13. Dez. 2005                                    | Die private Stichstraße liegt mit ihren 20 autofreien Grundstücken in einem neuen Siedlungsgebiet westlich am Landschaftspark Johannisthal. Sie geht von der Walter-Huth-Straße nordwärts als Sackgasse ab. Durch die Anlage der Einfamilienhäuser auf den Grundstücken 7–13 im Norden, 1–4 (östlich)/16–20 (westlich) im Süden und die nach den Seiten abschließenden 5, 6 (östlich) und 14, 15 und 15a (westlich) entsteht ein an die namensgebende historische Dorfform erinnernder Platz. Die Zufahrt befindet sich zwischen den Grundstücken Walther-Huth-Straße 14 und 16. | Am Rundling nach Nord von der Walther-Huth-Straße aus. |
| Arthur-Müller-Straße (Lage)    | 0710                           | Arthur Müller (1871–1935), Bauunternehmer, der maßgeblich an Anlage und Ausbau des Flugplatzes Johannisthal beteiligt war | 11. Sep. 2002                                    | Die Straße geht von der Straße am Flugplatz in einem nordostwärts weisenden langgestreckten „U“ ab und schließt das neue Siedlungsgebiet zum Landschaftspark Johannisthal auf dem ehemaligen Flugfeld nach (Süd-)Westen ab. Hier liegen die Grundstücke 2–60 (ungerade) und 1–77 (gerade), wobei die Nummern 61 und 63 je fünfmal geteilt und mit um 2010 errichteten Eigenheimen bebaut sind. Eine anfangs vorgesehene Benennung der Trasse zwischen Segelfliegerdamm und Melli-Beese-Straße wurde in die Abramowitschallee aufgenommen. | Arthur-Müller-Straße südlicher Abzweig von der Straße Am Flugplatz gesehen. |
| Baumschulenstraße (Lage)       | 0360 (im Ortsteil)             | Baumschule Späth des Franz Späth | 1890                                             | Der größte Teil der Baumschulenstraße liegt im Ortsteil Baumschulenweg. Lediglich die Grundstücke 56–60 auf der Ostseite zwischen Britzer Verbindungskanal (Baumschulenbrücke) und Königsheideweg mit Kleingärten am Rande der Königsheide liegen in Johannisthal. Südostwärts setzt sich der Verkehrsweg als Späthstraße fort. Die Trasse der heutigen Straße folgt dem Verlauf eines Forstwegs, der durch die Köllnische Heide zur „südlichen Spreeablage“ führte, einem Zwischenlagerplatz für Holz, bevor dieses auf Schiffe verladen wurde. Am 29. Januar 1842 erhielt er die offizielle Bezeichnung Ablageweg. Weil der Holzeinschlag aber in der zweiten Hälfte des 19. Jahrhunderts an Bedeutung verlor und der Weg ebenfalls zu der von Franz Späth angelegten Baumschule führte, nannte man ihn bald Baumschulenweg. Nachdem er auf Initiative und mit Mitteln des Gärtnereibesitzers als Straße befestigt worden war, bekam er den heute noch gültigen Namen. | Berlin-Johannisthal Baumschulenstraße |
| Benno-König-Straße (Lage)      | 0420                           | Benno König (1885–1912), Pilot und Flugtechniker auf dem Flugplatz Johannisthal | 11. Sep. 2002                                    | Die Straße entstand am Rande des ehemaligen Flugplatzgeländes. Sie beginnt als nordöstliche Fortsetzung der Gerhard-Sedlmayer-Straße am Groß-Berliner Damm, kreuzt die Wagner-Régeny-Allee und endet am Gustav-Hertz-Platz, von wo eine Fußgängerbrücke zum S-Bahnhofs Johannisthal führt. | Berlin-Johannisthal Benno-König-Straße |
| Bohnenweg (Lage)               | 0150                           | Bohne, Namenswahl mit Bezug auf den geplanten Salatweg dieser erhielt stattdessen den Namen Ginkgoweg | 13. Dez. 2007                                    | Die Straße zwischen Hederichweg und Springbornstraße ist mit Einfamilienhäusern bebaut. Die BVV legte bereits 2007 den neuen Namen fest. Trotzdem ist sie in amtlichen Unterlagen noch 2013 als Straße 207 (Grüne Aue) beziehungsweise nur Straße 207 enthalten. Eine von den Anliegern gewünschte Übernahme als Grüne Aue wurde nicht beschlossen, da es in Berlin-Biesdorf bereits eine gleichnamige Straße gibt. | Berlin-Johannisthal Bohnenweg (Straße 207) |
| Breiter Weg (Lage)             | 0240                           | Straßengeometrie | 1921                                             | Der Breite Weg erschließt 33 Grundstücke der 1919–1921 von einer Wohnungsbaugenossenschaft errichteten Siedlung Johannisthal und verläuft zwischen Zum Alten Fenn und Eibenweg, von dort über die Oststraße hinaus doppelt geführt in Ost-West-Richtung. Bei seiner Ersterwähnung im Berliner Adressbuch 1922 verlief er vom Sterndamm über eine Privatstraße und die Birkenallee bis zur Oststraße. Die Straße wurde nach 1961 bei der Bebauung des Sterndamms im Osten verkürzt und zur Sackgasse, die nie bebauten Grundstücke Nr. 1 und 2 entfielen. | Breiter Weg vom Ostende nach Westen · Berlin-Johannisthal Breiter Weg |
| Breites Fenn (Lage)            | 0870                           | Fenn, ehemaliges Feuchtgebiet auf dieser Fläche | vor 2009                                         | Das Breite Fenn ist ein Weg am Kannegraben entlang und liegt östlich im gleichnamigen Bruch zwischen Südostallee und Königsheideweg. Das amtliche Straßenverzeichnis enthält das Grundstück Breites Fenn Nummer 1, das auf der Bruchfläche an einem Weg ungefähr parallel zu Am Alten Fenn liegt. | Weg von der Südostallee: Breites Fenn |
| Draesekestraße (Lage)          | 0240                           | Felix Draeseke (1835–1913), Komponist | 16. Mai 1938                                     | Die Straße verbindet den Lindhorstweg (Südwest) mit der Megedestraße (Nordost). Bei seiner Fertigstellung im Jahr 1930 erhielt der Verkehrsweg den Namen Laßwitzweg. Im Jahr 1943 weist das Adressbuch nur fünf der 22 Grundstücke mit Einfamilienhäusern auf, zudem sind jenseits des Lindhorstwegs noch unbebaute Grundstücke („Baustellen“) bis zur Feldmark verzeichnet. | Berlin-Johannisthal Draesekestraße |
| Ecksteinweg (Lage)             | 0140                           | Ernst Eckstein (1845–1900), Schriftsteller | 20. März 1929                                    | Der Ecksteinweg wurde in den 1920er Jahren als Straße 8 angelegt. Er geht vom Sterndamm südostwärts ab und bildet mit zwei Nebenarmen eine Erschließungsstraße im Wohngebiet. Zur Straße gehören nur die Grundstücke 2–8 (gerade), da die nördliche Straßenseite an das Bahngelände grenzt. | Ecksteinweg mit Blick zum Sterndamm |
| Eibenweg (Lage)                | 0220                           | Eiben, immergrüne einheimische Bäume | 26. Juli 1927                                    | Der Eibenweg geht von Am Alten Fenn nordwärts ab, und nach der Kreuzung mit dem Breiten Weg bildet er eine Sackgasse zur KGA ‚Am Alten Fenn‘. Er entstand aus der Zusammenlegung der um 1920 angelegten Straße 23 und des Birkenweges. Aktuell weist er die Hausnummern 22–68 auf; die Zählung 1–21 wurde jahrelang als nie realisierte „Baustellen“ mitgeführt. Sie sollte an der damaligen Kaiserstraße beginnen. | Berlin-Johannisthal Eibenweg |
| Eisenhutweg (Lage)             | 1520                           | Eisenhut, Pflanze aus der Familie der Hahnenfußgewächse | 16. Aug. 1928                                    | Die Straße, zunächst ein Weg, entstand nach dem Bebauungsplan als Straße A und gehörte bis 1938 zum Verwaltungsbezirk Berlin-Neukölln bzw. zu dessen Ortsteil Rudow – worauf auch der Straßenname inhaltlich-programmatisch (Blumen, Pflanzen und Gewächse) zurückzuführen ist. Der Eisenhutweg wird durch eine Buslinie erschlossen. Die Hauptstraße mit regionaler Bedeutung mit den Grundstücken 1–139 (ungerade) und 2–86 (gerade) liegt zwischen Stubenrauchstraße und Ortsteilgrenze an der Adlershofer Hermann-Dorner-Allee. Von hier ist über das Ernst-Ruska-Ufer die Anschlussstelle Adlershof der A 113 erreichbar. Der Eisenhutweg wird im östlichen Abschnitt nach Süden durch eine Grünfläche von der Autobahn getrennt, auf der Nordseite, östlich der Straße am Flugplatz sind die Grundstücke 101–139 unbebaute Grünflächen mit Büschen und Bäumen, die in den Landschaftspark übergehen. Diese Grünflächen liegen westlich nahe der neu eingerichteten Eigenheimsiedlung entlang der Straße am Flugplatz und östlich nahe dem Landschaftspark. Dieser Teil der Straße ist im Adressbuch mit Post Adlershof bezeichnet, nahezu alle Grundstücke waren damals schon bebaut, teilweise allerdings als Garten notiert. | Eisenhutweg nach West zur Stubenrauchstraße · Eisenhutweg im östlichen Bereich · Berlin-Johannisthal Eisenhutweg |
| Ellernweg (Lage)               | 0380                           | Ellern, volkstümliche Bezeichnung für Erlen, die in diesem Feuchtgebiet vor der Bebauung reichlich vorhanden waren | 18. Feb. 1927                                    | Der Ellernweg, zunächst als Straße 21 angelegt, verläuft zwischen Sterndamm und Weststraße. Dabei wurde entsprechend dem Bebauungsplan die Straße 7 in die Trasse einbezogen, 1943 war der Weg noch unbebaut. Am Ellernweg 20 befindet sich das Gymnasium „Gebrüder-Montgolfier-Schule“, benannt nach den Erfindern des Heißluftballons. | Berlin-Johannisthal Ellernweg Gebrüder-Montgolfier-Schule |
| Engelhardstraße (Lage)         | 0420                           | Paul Engelhard (1868–1911), Flugpionier | 18. Feb. 1915                                    | Die Straße entstand zunächst als Zufahrt vom Bahnhof Schöneweide zum Haupteingang des Flugplatzes Johannisthal; sie blieb bis mindestens 1954 unbebaut. Sie zweigte ursprünglich vom Nordende des Groß-Berliner Damms (gegenüber dem Waiblinger Weg) ab. Durch den 1961 fertiggestellten Bau einer Feuerwache auf ehemaligem Straßengelände wurde die Engelhardstraße nach Norden zur Sackgasse. Der Namensgeber war 1911 auf dem Flugfeld Johannisthal abgestürzt. | Berlin-Johannisthal Engelhardstraße |
| Ernst-Ruska-Ufer (Lage)        | 0500 (im Ortsteil)             | Ernst Ruska (1906–1988), Physiker | 26. Aug. 1998                                    | Das Ernst-Ruska-Ufer verläuft am Nordufer des Teltowkanals. Es verlängert diese Adlershofer Straße im Ortsteil bis zur Anschlussstelle 5 (Adlershof) der A 113. Es entstand mit der Flächenerweiterung der früheren Akademie der Wissenschaften der DDR zum WISTA-Gelände und bildet im Ortsteil Adlershof dessen südliche Begrenzung. | Berlin-Johannisthal Ernst-Ruska-Ufer |
| Fielitzstraße (Lage)           | 0510                           | Alexander von Fielitz (1860–1930), Komponist | 16. Mai 1938                                     | Der Verkehrsweg entstand 1930 durch Zusammenlegung der Straßen 12 und 19 zur Goldmarkstraße. Er verläuft zwischen Heubergerweg und Lindhorstweg in Nord-Süd-Richtung. | Berlin-Johannisthal Fielitzstraße |
| Fokkerstraße (Lage)            | 0180                           | Anthony Fokker (1890–1939), Flugzeughersteller, gründete 1912 in Johannisthal die AHG Fokker Aeroplanbau | 11. Sep. 2002                                    | Dieser Verkehrsweg ist auf dem Gelände des ehemaligen Flugplatzes angelegt und weist im Jahr 2013 bereits zwölf bebaute Parzellen auf, 2–12a (gerade) und 1–7a (ungerade). Nördlich der kreuzenden Hugo-Junkers-Straße umschließt die Straße mit einem parallelen Weg eine Grünfläche. Die Straße liegt zwischen Straße am Flugplatz und Arthur-Müller-Straße in der hier am Westrand des Landschaftsparks Johannisthal neu errichteten Eigenheimsiedlung. Eine mit dem Namen Fokkerstraße vorgesehene Straße im Neubaugebiet (2013 noch nicht entwickelt) nördlich des Landschaftsparks um den Groß-Berliner Damm ist nicht realisiert worden. | Fokkerstraße nach Nordost, von der Straße Am Flugplatz gesehen. |
| Friedrich-List-Straße (Lage)   | 0660                           | Friedrich List (1789–1846), Nationalökonom und Pionier des Eisenbahnwesens | 9. Juni 1961                                     | Die Straße hieß zunächst Ostmarkstraße und befindet sich in einer Wohnlage, die der „Wohnungsverein Eisenbahnernotsiedlung“ nach Entwürfen des Architekten Walter Kaas in den 1930er Jahren errichten ließ. Die Umbenennung erfolgte zum Tag des Eisenbahners 1961. In der Friedrich-List-Straße 2b befindet sich die Verwaltung der Gartenfreunde Johannisthal. Die Straße erschließt die Siedlung zwischen dem Schwarzen Weg am Rande der KGA 'An der Südostallee' und dem Kannegraben. Die Nummerierung der Grundstücke beginnt am südlichen Siedlungszugang (ab Südostallee 169 und 171) mit 1–7 gegen den Uhrzeigersinn und wechselt in unregelmäßiger Folge zwischen südlicher und nördlicher Straßenseite bis 39 und 45 mit der Zufahrt zwischen Südostallee 95 und 97. Die Kleingartenanlage hat die Adresse Friedrich-List-Straße 2a. | Fr.-Lit-Straße nach Nordwest |
| Gerhard-Sedlmayr-Straße (Lage) | 0900                           | Gerhard Sedlmayr (1891–1952), Flugpionier und Unternehmer | 11. Sep. 2002                                    | Die Straße verläuft auf dem Gelände des ehemaligen Flugplatzes Johannisthal U-förmig vom Groß-Berliner Damm abgehend vom Grundstück 82 und 90. Sie ist abgesehen von Gewerbegebäuden am Groß-Berliner Damm noch unbebaut, wird aber für Immobilien bereits beworben. | Berlin-Johannisthal Gerhard-Sedlmayr-Straße · Berlin-Johannisthal Gerhard-Sedlmayr-Straße |
| Ginkgoweg (Lage)               | 0200                           | Ginkgo, in China heimische und heute weltweit angepflanzte Baumart | 15. Dez. 2008                                    | Die Straße 208 (Gartenweg) wurde 2008 amtlich benannt auf Beschluss der BVV, nachdem der anfangs vorgesehene Name Salatweg nicht übernommen wurde. Der Weg verläuft in Südwest-Nordost-Richtung zwischen Hederichweg und Springbornstraße nordwestlich der KGA „Wegegrün“. | Berlin-Johannisthal Ginkoweg |
| Greifstraße (Lage)             | 0130                           | Martin Greif (1839–1911), Schriftsteller | 20. März 1929                                    | Entlang dieser Straße, die nach dem Bebauungsplan als Straße 35 angelegt worden war, entstanden im Auftrag der „Stadt- und Land-Siedlungsgesellschaft (Berlin)“ mehrere Wohngebäudetrakte. Die Greifstraße verbindet die Hagedornstraße mit der Nordost-Fahrbahn des Groß-Berliner Damms in Nordost-Südwest-Führung, an ihr liegen die Grundstücke 3–13 (ungerade) und 4–16 (gerade). Die Mehrfamilienhäuser 3 und 5 sowie 4–16 sind 1943 erbaut und als bewohnt im Adressbuch aufgeführt. | Greifstraße von der Hagedornstraße aus. |
| Groß-Berliner Damm (Lage)      | 2050 (im Ortsteil)             | Groß-Berlin, Bezeichnung für das 1920 entstandene Stadtgebiet von Berlin | um 1915                                          | Der Groß-Berliner Damm, ursprünglich im Jahr 1916 vom Bahnhofplatz abgehend, verläuft in Nordwest-Südost-Richtung zwischen dem Waiblinger Weg und der Ortsteilgrenze an der Adlershofer Hermann-Dorner-Allee, er setzt sich in Adlershof bis zur Rudower Chaussee fort. Dieses Teilstück hieß 1928 zuerst Verlängerter Groß-Berliner Damm und bestand aus einem einzigen Grundstück für das Ambi-Budd Preßwerk GmbH. Der Verlängerte Groß-Berliner Damm wurde 1935 in den Groß-Berliner Damm eingegliedert und umfasst die Hausnummern 119–153 (nur ungerade). In den 1930er Jahren gab es am Groß-Berliner Damm die Hausnummern 1–57; die geraden Nummern waren noch nicht vergeben, sondern sind im Adressbuch als „Baustellen“ geführt. Als Baufirmen aktiv waren die „Stadt- und Land-Siedlungsgesellschaft“ sowie die „Familienhaus-Baugesellschaft“ aus Lichtenberg. Unter dem Hausnummernbereich 27–31 hatte sich die Zigarettenfabrik „Abdulla & Co.“ niedergelassen. „In dem historisch gewachsenen Gewerbestandort am Groß-Berliner Damm ist die heutige Nutzungsstruktur durch heterogene Betriebsarten und -größen gekennzeichnet.“ Der neugebaute Straßenabschnitt zwischen Hausnummer 85 und Rudower Chaussee wurde am 30. März 2008 in den Damm einbezogen. Im Jahr 2013 gehören zu Johannisthal die Abschnitte 1–85 (ungerade) und 10–88 (gerade). Die Nummern 87–117 sowie 2–8 liegen im vorgesehenen Gewerbe-Entwicklungsgebiet und sind noch nicht vergeben (Stand Sommer 2013). Dieser Verkehrsweg ergänzt in seiner Bedeutung das Adlergestell. | Berlin-Johannisthal Groß-Berliner-Damm Bundesakademie für öffentliche Verwaltung · Berlin-Johannisthal Groß-Berliner Damm · Berlin-Johannisthal Groß-Berliner Damm · Berlin-Johannisthal Groß-Berliner Damm Südbereich |
| Gustav-Hertz-Platz (Lage)      | 090 × 40                       | Gustav Hertz (1887–1975), deutscher Physiker und Nobelpreisträger |                                                  | Der 2020 neu angelegte Platz liegt am nordöstlichen Ende der Benno-König-Straße. Vom Platz ist über eine Fußgängerbrücke der S-Bahnhof Johannisthal zu erreichen. In der Mitte des Platzes erinnert ein umrandetes Gleissegment an den ehemaligen Rangierbahnhof Schöneweide, der sich hier erstreckte. | Berlin-Johannisthal Gustav-Hertz-Platz · Berlin-Johannisthal Gustav-Hertz-Platz |
| Haeckelstraße (Lage)           | 0220                           | Ernst Haeckel (1834–1919), Zoologe, Philosoph | 31. Mai 1951                                     | Gemäß Bebauungsplan entstand der Verkehrsweg um 1893 und erhielt den Namen Roonstraße. Er verbindet die Winckelmannstraße (ehemals Friedrichstraße) mit der Lindhorststraße. In der Straße befindet sich ein Endpunkt der Straßenbahnlinie 63. Ein Teil der Straße besitzt den Rang einer Ergänzungsstraße im übergeordneten Straßensystem. | Haeckelstraße ein Blick nach West |
| Hagedornstraße (Lage)          | 0650                           | Friedrich von Hagedorn (1708–1754), Dichter | 20. März 1929                                    | Der Verkehrsweg entstand gemäß Bebauungsplan als Straße 64. Er verläuft nordöstlich parallel zum Groß-Berliner Damm und südwestlich parallel zu den Gleisanlagen des Bahnhofs Schöneweide. Dabei verbindet die Hagedornstraße den Ecksteinweg (früher nur ab Waiblinger Weg und bis Parzelle Nummer 40) mit der Landfliegerstraße. Sie umfasst nach weiteren Verlängerungen 97 Hausnummern, die in Hufeisenform vergeben sind. Die Wohnbebauung geht auf Aktivitäten der „Stadt und Land Siedlungsgesellschaft“ und der „Terrain AG am Flugplatz Johannisthal-Adlershof“ zum Ende der 1920er Jahre zurück. | Hagedornstraße von Ecke Nieberstraße westwärts |
| Hanuschkestraße (Lage)         | 0200                           | Bruno Hanuschke (1892–1922), Flugpionier („Alter Adler“) | 11. Sep. 2002                                    | Die Straße auf dem Gelände des ehemaligen Flugplatzes Johannisthal ist als West-Ost-Verkehrsweg zwischen der Meeli-Beese-Straße mit einem kleinen Versatz an der Wrightallee und einem Wendehammer an einer Grünanlage bebaut. Sie umfasst die Grundstücke 3–13 und 8–12. Ihr westliches Teilstück verläuft doppelbahnig um einen Platz herum. Sie ist bereits mit 13 Hausnummern im amtlichen Straßenverzeichnis aufgenommen. | Hanuschkestraße hier von Wrightallee aus. |
| Haushoferstraße (Lage)         | 0360                           | Max Haushofer (1840–1907), Nationalökonom und Schriftsteller | 4. Dez. 1930                                     | Nach dem Bebauungsplan war sie als Straße 1 trassiert. Die Haushoferstraße verbindet den Königsheideweg (Nord) mit der Kreuzung Fielitzstraße/Hoevelstraße (Süd) und umfasst die Hausnummern 1–26. | Berlin-Johannisthal Haushoferstraße |
| Hederichweg (Lage)             | 0480                           | Acker-Rettich, auch Hederich genannt, Pflanzenart aus der Familie der Kreuzblütengewächse | 16. Aug. 1928                                    | Der Weg erschließt in Nordwest-Südost-Führung die Kleinhaussiedlung zwischen Springborn- und Stubenrauchstraße. | Berlin-Johannisthal Hederichweg |
| Heinrich-Mirbach-Straße (Lage) | 0060                           | Heinrich Mirbach (19./20. Jahrhundert), Regierungsrat im preußischen Ministerium der öffentlichen Arbeiten; hatte die Gründung des Beamten-Wohnungs-Vereins Berlins angeregt und damit für Bauaktivitäten im Bereich Johannisthal gesorgt | 18. Okt. 1910                                    | Die „Siedlung Johannisthal“ ist durch den 1900 gegründeten Beamten-Wohnungs-Verein Berlin nach Plänen des Architekten Paul Mebes errichtet worden. Im Karree Mühlbergstraße 16–22, Heinrich-Mirbach-Straße 1–5, Johannes-Werner-Straße 4–7, Vereinsstraße 19–23 und 27–31 ist ein Wohngebäudeensemble erhalten und steht in der Baudenkmalliste. Die ruhige Wohngebietsstraße umfasst lediglich fünf Hausnummern und liegt zwischen den westlichen Abschnitten der Vereinsstraße und der Mühlbergstraße. | Berlin-Johannisthal Heinrich Mirbach-Straße |
| Herrenhausstraße (Lage)        | 0260                           | Herrenhaus, vom damaligen Besitzer des Gutes Johannisthal nach 1750 in der damaligen Friedrichstraße erbaut | um 1914                                          | Die Herrenhausstraße führt vom Königsheideweg (Nordost) über die Trützschlerstraße mit einer Unterbrechung bis zur Winckelmannstraße. Das namensgebende Gebäude musste um 1975 wegen Baufälligkeit beseitigt werden. | Berlin-Johannisthal Herrenhausstraße |
| Herweghstraße (Lage)           | 0210                           | Georg Herwegh (1817–1875), Dichter | 24. Mai 1951                                     | Die Straße verläuft auf der Trasse eines historischen Heer- und Handelsweges. Im Jahr 1892 erhielt sie den Namen Bismarckstraße. Im Bereich Herweghstraße 1–3 und Winkelmannstraße 18 befinden sich denkmalgeschützte Viehställe aus dem Jahr 1884. Die Herweghstraße führt von der Winckelmannstraße (Nordost) zur Johannes-Werner-Straße (West). | Herweghstraße Blick nach West |
| Heubergerweg (Lage)            | 0670                           | Richard Heuberger (1850–1914), Komponist | 4. Dez. 1930                                     | Bei der Anlage der Straße im Jahr 1892 bekam sie den Namen Moltkestraße. Anlässlich einiger Straßenumbenennungen im Jahr 1930 in Johannisthal erhielt die Moltkestraße zusammen mit der Straße 14 ihren heutigen Namen. Auf dem Gelände Heubergerweg 37 befindet sich die Hans-Grade-Schule, benannt nach dem deutschen Flugpionier Hans Grade. Im Heubergerweg stehen außerdem zwei gelistete Baudenkmale. | Berlin-Johannisthal Heubergerweg · Baudenkmal Heubergerweg 6 |
| Hoevelstraße (Lage)            | 0360                           | Johann Friedrich Hoevel (18. Jahrhundert), Gutsbesitzer in Johannisthal | 23. März 1905                                    | Die Hoevelstraße verläuft zwischen Sterndamm (Ost) und Koschatweg (Nordwest). Bei der Erstbenennung schrieb man sie Hövelstraße, was jedoch bald berichtigt wurde. Im Jahr 1930 wurde die bisherige Straße 15 einbezogen. | Berlin-Johannisthal Hoevelstraße |
| Hugo-Junkers-Straße (Lage)     | 0400                           | Hugo Junkers (1859–1935), Flugzeugingenieur und Unternehmer | 11. Sep. 2002                                    | Der Verkehrsweg liegt auf dem Gelände des ehemaligen Flugplatzes Johannisthal südwestlich des Landschaftsparkes. Sie schließt beiderseits an die Arthur-Müller-Straße an und kreuzt in ihrem Verlauf die Fokkerstraße. Dadurch erschließt sie die hier innen liegenden Grundstücke Hugo-Junkers-Straße 2–38 und 3–37. Der Name der Straßen für das neue Siedlungsgebiet wurde 2002 vergeben, die genaue Trassierung und das Anlegen der Straße erfolgte jedoch erst mit der Wohnbebauung 2009/2010. | Berlin-Johannisthal Hugo-Junkers-Straße |
| Im Brombeerwinkel (Lage)       | 0040                           | mit Brombeeren bewachsener Winkel (im Sinne von kleine Gasse) | vor 1995                                         | Dieser Verkehrsweg wurde bereits am 9. November 1926 geplant und bezeichnet. Er sollte vom Breiten Weg abgehen und zur Südostallee führen, wurde jedoch nie bebaut. Deshalb verschwand der Name nach 1943, und erst nach der Wende vergab die Verwaltung für eine kurze Straße am Nordende der Oststraße nördlich vom Breiten Weg den Namen amtlich neu (Straßennummer 44699), nachdem er vorher weiterhin benutzt worden war. Ein anschließender Weg führt nördlich weiter zu den Grundstücken der Südostallee. | Im Brombeerwinkel |
| Johannes-Sasse-Ring (Lage)     | 1060                           | Johannes Sasse (1918–1944), Widerstandskämpfer gegen den Nationalsozialismus | 2. Mai 2007                                      | Der Ring in der Schliemannsiedlung wurde 2007 auf der Trasse der vorherigen Straßen Straße 196 (Bausemerweg), Straße 194, Straße 195 und Straße 197 gebildet und benannt. Die ursprünglich vorgeschlagene Benennung der letzten Nummernstraßen im Ortsteil nach Hahnenfußgewächsen entsprechend dem benachbarten Eisenhutweg (194: Augentrostweg, 195: Sturmhutweg, 196: Mönchskappenweg und 197: Winterlingstraße) wurde nicht umgesetzt. Dagegen sollte eine Ringstraße mit dem Namen Detlev-Schliemann-Ring gebildet werden. Der jetzige Namensgeber war Sohn des ehemaligen Pfarrers von Johannisthal. Er wurde wegen antinazistischer Äußerungen und Wehrkraftzersetzung zum Tode verurteilt und 1944 im Zuchthaus Halle hingerichtet. Die Ringstraße schließt an beiden Enden an den Eisenhutweg an und liegt nahe der Stubenrauchstraße zwischen Eisenhutweg und der A 113, der südwestliche Teil des Rings führt an der Autobahn entlang. Die Grundstücksnummerierung 2–68 (fortlaufend) weist mehrere fehlende Grundstücksnummern auf, bebaut sind die Grundstücke teilweise mit Wohnhäusern der 2010er Jahre. | Berlin-Johannisthal Johannes-Sasse-Ring |
| Johannes-Werner-Straße (Lage)  | 0350                           | Johannes Werner (18. Jahrhundert), Grundbesitzer, gilt als Gründer und Namensgeber des heutigen Ortsteils Johannisthal | 1909                                             | Die Johannes-Werner-Straße verbindet den Sterndamm (Nordwest) mit der Haeckelstraße (Süd) und umfasst 23 Hausnummern. Im Jahr 1749 wurde für die königlichen Amtswiesen zwischen Rudow, Rixdorf und Köpenick ein Erbpächter gesucht. Werner bekam 1753 den Zuschlag mit allen damit verbundenen Rechten und Pflichten. Er siedelte auf seine Kosten zehn Kolonistenfamilien an. So kamen Seiler und Korbflechter aus Sachsen und Böhmen in die Mark Brandenburg und bildeten die ersten Bewohner von Johannisthal. Zu beachten ist dabei, dass für die Schreibweise der Straße nicht das „e“ von Johannes übernommen, wohl aber das „Thal“ aus den Wiesen verwendet wurde. | Berlin-Johannisthal Johannes-Werner-Straße |
| Königsheideweg (Lage)          | 2770 (im Ortsteil)             | Verlauf südlich der Königsheide, nach einem Zusammentreffen zwischen dem Schwedenkönig Gustav Adolf und Kurfürst Georg Wilhelm von Brandenburg während des Dreißigjährigen Krieges (1631)                                                 | 20. Okt. 1932                                    | Der Johannisthaler Abschnitt des Königsheidewegs hieß zunächst Parkstraße. Der Weg liegt mit den Grundstücken 200–296 und 215–293 zwischen Baumschulenstraße und Sterndamm, allerdings gehören die Straße und die Südseite zwischen Baumschulenstraße und dem Ostweg am westlichen Rand des Wasserwerks zum Nachbarortsteil Baumschulenweg. 1590 Meter der Straße liegen am Südrand der Königsheide. Vor der Hausnummer 269 wurden für drei Opfer des Nationalsozialismus Stolpersteine verlegt. | Berlin-Johannisthal Königsheideweg · Wasserwerk Königsheideweg · Berlin-Johannisthal Königsheideweg |
| Köpenicker Straße (Lage)       | 0140                           | Köpenick, Richtung der Straße | 6. März 1905                                     | Die Schreibweise war bis in die 1930er Jahre Cöpenicker Straße. Die Straße liegt zwischen Winckelmannstraße und Segelfliegerdamm. | Köpenicker Straße Blick nach Ost |
| Koschatweg (Lage)              | 0710                           | Thomas Koschat (1845–1914), österreichischer Komponist | 4. Dez. 1930                                     | Der Weg wurde aus den Planstraßen Straße 16 und Straße 18 gebildet. Er verbindet die Haushoferstraße mit dem Lindhorstweg und umfasst die Hausnummern 15–76 (Nummern 1–14 fehlen). | Berlin-Johannisthal Koschatweg |
| Landfliegerstraße (Lage)       | 0220                           | Flugzeuge, die im Gegensatz zu Wasserflugzeugen nur über Landflächen flogen | um 1925                                          | Der Verkehrsweg soll schon um 1910 entstanden sein, erhielt jedoch erst etwa 1925 seinen noch heute gültigen Namen. Die Straße liegt zwischen ehemaligem Güterbahnhof Schöneweide (Nordost) und Groß-Berliner Damm (Süd). Danach setzt sich die Trasse als Segelfliegerdamm fort. | Berlin-Johannisthal Landfliegerstraße |
| Lindhorstweg (Lage)            | 0510 + 200                     | historischer Flurname („Bezeichnung für das früher hier gelegene Ackergelände“) | 15. Dez. 1930                                    | Der Lindhorstweg entstand ursprünglich als Lindhorststraße. Er liegt zwischen Wasserwerk und Sterndamm und gibt einer südlich abgehenden Zufahrtsstraße in das Neubaugebiet der Springbornstraße ebenfalls diesen Namen. | Berlin-Johannisthal Lindhorstweg · Berlin-Johannisthal Lindhorstweg |
| Louis-Blériot-Straße (Lage)    | 0180                           | Louis Blériot (1872–1936), französischer Luftfahrtpionier | 1. Mai 2001                                      | Die Straße liegt nordöstlich des Groß-Berliner Dammes und führt über die Sportfliegerstraße als Sackgasse an die Ortsteilgrenze mit dem ehemaligen Rangierbahnhof Schöneweide. Sie ist mit den Grundstücken 4 und 5 (fortlaufend) ausgewiesen. | Berlin-Johannisthal Louis-Blériot-Straße |
| Megedestraße (Lage)            | 0310                           | Johannes Richard zur Megede (1864–1906), Schriftsteller | 4. Dez. 1930                                     | Die Straße liegt zwischen Heubergerweg und Sterndamm. 1943 waren in der Straße die Grundstücke 1, 3, 5 (Ecke Sterndamm) mit Mehrfamilienhäusern der „Gemeinnützigen Siedlungs- und Wohnungsbaugesellschaft Berlin m.b.H. (Bez. Ost)“ sowie die Nummern 9, 19; 14, 16, 20 mit Einfamilienhäusern bebaut. Die anderen Grundstücke waren 1943 unbebaut (als Baustelle oder „existiert nicht“). Im amtlichen Straßenregister finden sich Megedestraße 1–25 (ungerade) und 4–22 (gerade). | Berlin-Johannisthal Megedestraße |
| Melli-Beese-Straße (Lage)      | 1290                           | Melli Beese (1886–1925), Pilotin | 15. Feb. 2005                                    | Die Straße wurde zunächst am 20. September 2002 aus Teilen des Eisenhutwegs und der Straße am Flugplatz als Melli-Beese-Ring gebildet und bezeichnet. Die ursprünglich als Ringstraße geplante Straße bekam nach einer Verlängerung nach Norden 2005 den Namen Melli-Beese-Straße. Sie beginnt an der Wolfgang-Harlan-Straße und endet an der Westfuge des Landschaftsparks mit einem Wendehammer in Höhe eines vom Segelfliegerdamm kommenden Fußweges. Eine Fortsetzung Richtung Groß-Berliner Damm gehört zwar zum Bebauungsplan Johannisthal/Adlershof im Bezirk, ist aber nicht abzusehen.[veraltet] | Melli-Beese-Straße |
| Mühlbergstraße (Lage)          | 0320                           | vormals hier liegender Windmühlenhügel | um 1910                                          | Hier ließ der „Beamten-Wohnungs-Verein eGgmbH (Berlin)“ zwischen der Johannes-Werner-Straße und der Lindhorststraße Wohngebäude für seine Mitglieder errichten. | Berlin-Johannisthal Mühlbergstraße |
| Nieberstraße (Lage)            | 0280                           | Stephan von Nieber (1855–1920), Militärluftschiffer, einer der Begründer des Flugplatzes Johannisthal | um 1920                                          | Die Nieberstraße verläuft von der Hagedornstraße (Nordost) leicht bogenförmig über den Groß-Berliner Damm hinweg bis zur Engelhardstraße (Südwest). Sie umfasst 21 Hausnummern in Zick-Zack-Zählung. Bei der Erstaufnahme im Adressbuch (1921) sollte sie am Sterndamm beginnen und bis zur Görlitzer Bahn reichen (umgekehrte Zählung). | Nieberstraße mit Blick vom Groß-Berliner Damm nach Westen · Berlin-Johannisthal Nieberstraße |
| Oststraße (Lage)               | 0720                           | Osten, Lage relativ zur Siedlung | 1920                                             | Die Straße begrenzt östlich die in den 1920er Jahren entstandene „Kleinhaussiedlung Johannisthal“. Die Bebauung hatte die „Gemeinnützige Baugesellschaft Berlin-Johannisthal“ nach Plänen des Architekten Bruno Ahrends ausführen lassen. Die Straße verlief anfangs vom heutigen Königsheideweg bis zum Breiten Weg. Die Siedlung mit den heutigen Straßen Breiter Weg, Am Alten Fenn, Eibenweg, Weststraße und Oststraße wurde bis zum Jahr 1927 fertiggestellt. Im gesamten Gebiet entstanden 450 kleine Einfamilienhäuser. Im Jahr 1922 war die Oststraße fertig bebaut und weist seitdem 75 Hausnummern auf. Sie wurde nordwärts über den Breiten Weg hinaus verlängert und besitzt eine fußläufige Verbindung zu Im Brombeerwinkel. | Berlin-Johannisthal Oststraße · Berlin-Johannisthal Oststraße |
| Pietschkerstraße (Lage)        | 0150                           | Werner Alfred Pietschker (1887–1911), Flugpionier | nach 1922                                        | Sie ging bei ihrer Anlage von der Engelhardstraße Ecke Groß-Berliner Damm ab und wurde erst in den 1930er Jahren bebaut. Aktuell verbindet sie den Groß-Berliner Damm (Ost) mit dem Sterndamm (West). | Pietschkerstraße mit Blick vom Groß-Berliner Damm nach West |
| Pilotenstraße (Lage)           | 0330                           | Pilot, Bezug zu den benachbarten „Flieger“-Straßen | vor 1921                                         | Der Verkehrsweg befand sich in den 1920er Jahren im Eigentum der „Terrain-Aktiengesellschaft Groß-Berliner Damm“ und wurde schrittweise zwischen dem Groß-Berliner Damm und der Görlitzer Bahn bebaut. Aktuell (Juni 2013) verbindet sie die Engelhardstraße (Südwest) mit der Hagedornstraße (Nordost). | Pilotenstraße ist eine Straße in Berlin-Johannisthal mit Blick vom Groß-Berliner Damm nach Südwest |
| Redwitzgang (Lage)             | 0150                           | Oskar von Redwitz (1823–1891), Schriftsteller | 4. Dez. 1930                                     | Der Redwitzgang liegt zwischen Heuberger- und Königsheideweg. Auf dem Bebauungsplan ist er als Straße 20 trassiert. Hier befinden sich Häuser der 1960er Jahre (14–22 und querstehend 13–19) und Mehrfamilienhäuser mit der Anschrift Königsheideweg aus den 1930er Jahren. Im Jahr 1937 ist neben unbebauten Grundstücken lediglich das Haus 7 für den Redwitzgang verzeichnet. | Berlin-Johannisthal Redwitzgang |
| Rixdorfer Straße (Lage)        | 0340 (im Ortsteil)             | Rixdorf, frühere Bezeichnung für Neukölln; Richtung der Straße | um 1900                                          | Die Rixdorfer Straße bildet einen Teil der Ortsteilgrenze zwischen Johannisthal und Baumschulenweg, wobei das Straßenland (ausgenommen der nordwestliche Fußweg) zum Ortsteil gehört. Die Straße liegt zwischen Kiefholzstraße/Südostallee und Schnellerstraße. Die Grundstücke 1–21 (fortlaufend) liegen im Ortsteil, 22 und 24 in Niederschöneweide und 26 in Baumschulenweg (Gebäude im Friedhof Baumschulenweg). | Berlin-Johannisthal Rixdorfer Straße |
| Rollettplatz (Lage)            | 0060 × 40                      | Hermann Rollett (1819–1904), österreichischer Dichter | 4. Dez. 1930                                     | Der Rollettplatz ist eine Grünfläche im Karree Rollett-/Koschat-/Lindhorstweg/Draesekestraße mit einem Zugang zwischen den Grundstücken Rollettweg 7 und 9. Der Rollettplatz selbst ist amtlich gewidmet, aber ohne eigene Grundstücke. | Bild gesucht BW |
| Rollettweg (Lage)              | 0190                           | Hermann Rollett (1819–1904), österreichischer Dichter | 4. Dez. 1930                                     | Der Weg verbindet die Draesekestraße (Südost) mit der Koschatstraße (Nordwest) und umfasst 17 Parzellen: 3–15 ungerade südwestlich und 2–14 gerade nordöstlich. Die Adressen der Eckgrundstücke sind jeweils den Nachbarstraßen zugeordnet. Er entstand aus der Zusammenlegung der Straße 16 und Straße 18. | Berlin-Johannisthal Rollettweg |
| Segelfliegerdamm (Lage)        | 1190                           | Segelflug, Bezug auf die Lage am Flugplatz Johannisthal | 31. Okt. 1934                                    | Zunächst hieß der Verkehrsweg Flugplatzstraße (um 1915–1928), anschließend Sturmvogelstraße. Die Straße erstreckt sich zwischen Groß-Berliner Damm und Straße am Flugplatz, im Norden fortgesetzt in der Landfliegerstraße, im Süden in der Stubenrauchstraße. Am Segelfliegerdamm befindet sich das Sportgelände der „SG Sportfreunde Johannisthal 1930“ und das ehemalige Firmengelände des VEB Kühlautomat Berlin. Mit der Veränderung im südlichen Teil der Straße (Planstraße West 2) wurde der Alte Segelfliegerdamm ausgegliedert. | Berlin-Johannisthal Segelfliegerdamm · Berlin-Johannisthal Segelfliegerdamm · Berlin-Johannisthal Segelfliegerdamm |
| Sportfliegerstraße (Lage)      | 0390                           | Sportflieger, Bezug auf den Beginn der Fliegerei auf dem Flugplatz Johannisthal | 1. Mai 2001                                      | Die Straße verläuft von der Landfliegerstraße in Richtung Südosten durch ein Gewerbegebiet und umfasst die Hausnummern 3–9, die Nummern 1 und 2 fehlen im amtlichen Verzeichnis. Nach der Kreuzung mit der Louis-Blériot-Straße endet sie nach etwa 100 Metern als Sackgasse. | Berlin-Johannisthal Sportfliegerstraße |
| Springbornstraße (Lage)        | 1020 + 200 + 200 + 150         | Otto Springborn (1890–1944), Schlosser, Widerstandskämpfer gegen den Nationalsozialismus | 31. Mai 1963                                     | Älteren Stadtplänen und Adressbüchern gemäß trug ein Verkehrsweg etwa in der Haupttrasse der Springbornstraße den Namen Buschweg und ging von der Stubenrauchstraße ab. Die 1963 neu benannte Springbornstraße nimmt Teile der früheren Trassierung auf. Sie verläuft rechtwinklig abknickend zwischen Lindhorstweg im Norden und Stubenrauchstraße im Osten und umschließt ein Neubaugebiet der 1970er Jahre (Grundstücke 2–270 gerade sowie die ungeraden 1–11 und 107, 115, 193–205, 219–229). Zur verkehrsmäßigen Erschließung dieses Wohngebietes entstand die vielarmige Neubaustraße 401, die nach Fertigstellung des Viertels in die Springbornstraße einbezogen wurde. Bemerkenswert ist die hier vorhandene „Evangelische Freikirche Berlin-Johannisthal“ (Springbornstraße 248a). Sie befindet sich in einem 2007–2010 umgebauten Gebäude aus DDR-Zeiten, das als Wohngebietsgaststätte diente. | Berlin-Johannisthal Springbornstraße · Berlin-Johannisthal Springbornstraße |
| Staudenweg (Lage)              | 0090                           | Staude, krautige Pflanze | 26. Juli 1927                                    | Der Staudenweg verbindet die Oststraße mit dem Sterndamm und weist nur zwei Grundstücke auf. Angelegt wurde er als Straße 25. | Berlin-Johannisthal Staudenweg |
| Sterndamm (Lage)               | 2380 (im Ortsteil)             | abgeleitet von einem sternförmigen Platz, der später aufgehoben wurde | um 1914                                          | Der Sterndamm liegt im Ortsteil zwischen der Stubenrauchstraße und der Ortsteilgrenze südlich des Bahnhofes Schöneweide mit den Grundstücken 4–256 (gerade) und 7–257 (ungerade). Er setzt sich unter den Bahnbrücken der Görlitzer Bahn bis zur B 96a (Michael-Brückner-Straße) in Niederschöneweide fort (Grundstücke 1 und 2). Am Sterndamm 102 befindet sich das Museum Treptow. Genutzt wird das denkmalgeschützte historische Rathausgebäude von Johannisthal. Entlang dem Sterndamm sind weitere zahlreiche Baudenkmale zu finden. | HO-Verkaufsstelle im Sterndamm, 1956 · Berlin-Johannisthal Sterndamm · Berlin-Johannisthal Sterndamm |
| Straße am Flugplatz (Lage)     | 1010                           | Flugplatz Johannisthal | vor 1914 (Flugplatz) um 1940 Straße am Flugplatz | Die heute verwendete Straßenbezeichnung ging aus dem in den 1910er Jahren festgelegten Straßennamen Flugplatz hervor. Die Straße wurde in den Folgejahren weiter ausgebaut. Dazu trugen die Rumpler-Werke ebenso bei wie die AEG (1925). Unter der Nummer 6 finden sich die Temmler-Werke und unter 6a die „Tobis Industrie GmbH“ (Tonbild-Syndikat). Erst im Jahr 1941 erscheint im Adressbuch unter Flugplatz der Hinweis „siehe Straße am Flugplatz“ | Straße Am Flugplatz nach Nord gesehen ab Eisenhutweg. |
| Stubenrauchstraße ()           | 0730 +100 (im Ortsteil)        | Ernst von Stubenrauch (1853–1909), Landrat des Landkreises Teltow | 23. März 1925                                    | Die Stubenrauchstraße liegt mit den Grundstücken 44–52a und 54–79 zwischen der Straße am Flugplatz im Nordosten und der Hermann-Gladenbeck-Brücke am Nordufer des Teltowkanals (Anschlussstelle Stubenrauchstraße der A 113) an der Ortsteilgrenze zu Rudow im Südwesten. Eine Straße im Nordbereich des Sterndamms hieß in den 1920er Jahren Stubenrauchstraße. Dieser Straßenabschnitt wurde später in den Königsheideweg einbezogen. Das hier angegebene Benennungsdatum bezieht sich auf den Johannisthaler Abschnitt zwischen Teltowkanal und Akeleiweg. | Stubenrauchstraße nach Südost von der Autobahnausfahrt her gesehen, Richtung Rudow · Berlin-Johannisthal Stubenrauchstraße                                                                                             |
| Südostallee (Lage)             | 1750 (im Ortsteil)             | Richtung und Lage des Verkehrsweges | 20. Okt. 1932                                    | Die Südostallee verläuft im Ortsteil zwischen der Südostalleebrücke an der Ortsteilgrenze zu Baumschulenweg entlang dem Nordrand der Königsheide bis zum Sterndamm. Ab 1900 hieß ein Abschnitt zwischen dem Zugang zum Bahnhof Schöneweide und dem alten Ortskern Kaiserstraße. Die Nordseite der Südostallee zwischen Britzer Verbindungskanal und Rixdorfer Straße (Friedhof Baumschulenweg) liegt in Baumschulenweg. | Südostallee: westwärts vom östlichen Zugang der Friedrich-List-Straße |
| Trützschlerstraße (Lage)       | 0350                           | Carl Louis Freiherr Trütschler von Falkenstein (1824–1891), Grundbesitzer in Johannisthal | 1911                                             | Die Straße verbindet den Sterndamm (Nordwest) mit dem Segelfliegerdamm (Südost) und umfasst 32 Hausnummern. Im Adressbuch 1914 (Erstaufnahme von Johannisthal) besaß sie lediglich zwei Hausnummern aber zahlreiche Baustellen. | Trützschlerstraße ab Ecke Sterndamm ostwärts |
| Vereinsstraße (Lage)           | 0380                           | Berliner Beamten-Wohnungs-Verein, der hier Flächen erworben hatte und ab 1910 Wohnhäuser errichten ließ | um 1910                                          | Die Straße verbindet den Lindhorstweg mit der Winckelmannstraße. Der Beamten-Wohnungs-Verein Berlin, genossenschaftlich organisiert, hatte das gesamte Terrain aufgekauft und entlang der Straße preisgünstige Mehrfamilienhäuser errichten lassen. Im Jahr 1914 waren die ersten Gebäude fertiggestellt, sie umfassten die Hausnummern 1–13 zwischen Lindhorstweg und Johannes-Werner-Straße. Um 1935 herum wurde die Straße ostwärts bis zur Friedrichstraße (heute Winckelmannstraße), verlängert und gleichartig bebaut. So gehören mittlerweile (Stand Juni 2013) 34 Hausnummern zu dieser Straße; die Zählung erfolgt in Hufeisenform. | Berlin-Johannisthal Vereinsstraße |
| Wagner-Régeny-Allee (Lage)     | 1260                           | Rudolf Wagner-Régeny (1903–1969), Komponist | 11. Sep. 2002                                    | Die Straße beginnt in Höhe Igo-Etrich-Straße und setzt sich am Rand des WISTA-Geländes in Richtung Nordwesten fort. Die Straße kreuzt die Benno-König-Straße und endet mit einem Wendehammer in Höhe Landfliegerstraße. Die Verlängerung in südöstlicher Richtung heißt Wagner-Régeny-Straße und liegt in Adlershof. | Wagner-Régeny-Allee in Berlin-Johannisthal |
| Waiblinger Weg (Lage)          | 0070                           | Wilhelm Waiblinger (1804–1830), Schriftsteller | 20. März 1929                                    | Der Weg verbindet Ecksteinweg (Nordost) und Hagedornstraße (Südwest). Er reicht noch ein Stück darüber hinaus und bildet einen Wendehammer. Ursprünglich führte er bis zum Sternplatz/Sterndamm. Im Bebauungsplan war der Verkehrsweg zunächst als Straße 37 verzeichnet. Nach den Rechtschreibregeln für Straßennamen müsste der Waiblinger Weg in einem Wort geschrieben werden. Die Auffassung, Namensgeber für den Weg könnte die württembergische Stadt Waiblingen sein, ist zu bezweifeln, da einige umliegende Straßen ebenfalls nach Schriftstellern benannt wurden. | Waiblinger Weg: Blick von der Hagedornstraße in die Sackgasse |
| Waldstraße (Lage)              | 0400                           | Wald, Bezug auf die Königsheide | um 1892                                          | Die Straße bildete bei der Namensvergabe die südliche Begrenzung der Königsheide. Aktuell verbindet sie (mit 40 Hausnummern) den Sterndamm mit dem Segelfliegerdamm in Nordwest-Südost-Führung. | Berlin-Johannisthal Waldstraße |
| Walther-Huth-Straße (Lage)     | 0440                           | Enno Walther Huth (1875–1964), Gründer der Albatros Flugzeugwerke in Johannisthal | 11. Sep. 2002                                    | Der Verkehrsweg beginnt am Segelfliegerdamm in östlicher Richtung, kreuzt die Melli-Beese-Straße und endet am Landschaftspark. | Walter-Huth-Straße nach West von der Melli-Beese-Straße aus · Berlin-Johannisthal Walther-Huth-Straße |
| Weststraße (Lage)              | 0410                           | Westen, Himmelsrichtung | um 1920                                          | Der Straßenname wurde im Zusammenhang mit der Anlage der Kleinhaussiedlung Johannisthal vergeben. Er bezeichnet die westliche Bebauungsgrenze. | Berlin-Johannisthal Weststraße |
| Winckelmannplatz * (Lage)      | 0120 × 100 × 90 (Kreissegment) | Johann Joachim Winckelmann (1717–1768), Archäologe und Kunsthistoriker | vor 2007                                         | Der Platz ist eine dreieckige Grünfläche zwischen Winckelmannstraße, Altem Segelfliegerdamm und Segelfliegerdamm. Der Platz wird in einigen Nachschlagewerken unter diesem Namen geführt, ist aber nicht amtlich gewidmet. | Winckelmannplatz am Alten Segelfliegerdamm |
| Winckelmannstraße (Lage)       | 0860                           | Johann Joachim Winckelmann (1717–1768), Archäologe und Kunsthistoriker | 10. Mai 1951                                     | Ab etwa 1750 hieß sie Dorfstraße und erhielt um 1893 die Bezeichnung Friedrichstraße. Die Winckelmannstraße geht am Albineaplatz südwärts vom Sterndamm ab, endet an der Stubenrauchstraße und setzt sich danach als Straße am Flugplatz fort. | Winckelmannstraße nordwärts gesehen. |
| Wolfgang-Harlan-Straße (Lage)  | 0250                           | Wolfgang Harlan (1882–1951), Flugzeugingenieur, Gründer der Harlan Flugzeugwerke in Johannisthal | 11. Sep. 2002                                    | Die Straße geht ostwärts von der Melli-Beese-Straße ab und endet an einer Grünfläche am Landschaftspark. Die Bebauung ist noch nicht abgeschlossen. | Wolfgang-Harlan-Straße nach Ost, von der Wrightallee gesehen |
| Wrightallee (Lage)             | 0450                           | Brüder Wright, US-amerikanische Flugpioniere | 11. Sep. 2002                                    | Die Allee verläuft zwischen Walther-Huth-Straße (Nord) und Wolfgang-Harlan-Straße (Süd) mit einigen ostwärts abgehenden Erschließungsstraßen. | Wrightallee nach nord, von der Hanuschestraße gesehen |

## Straßen im Planungsgebiet Johannisthal-Adlershof
Im Bezirk Treptow-Köpenick wurde im Gebiet um den vormaligen Flugplatz Johannisthal zum Ende der 2000er Jahre der Landschaftspark Johannisthal/Adlershof entwickelt. Im Jahr 1995 wurde der Flugplatz endgültig geschlossen. Umgebende Flächen wurden als Planungsgebiet vorgesehen, wobei der nach Adlershof durchgehend gemachte Groß-Berliner Damm als Achse eines Gewerbegebietes zwischen Landschaftspark und Ortsteilgrenze zum Oberschöneweider Bahngelände projektiert wurde. Zur Erschließung waren verschiedene nach Flugpionieren benannte Straßen vorgesehen. Anfang der 2020er Jahre (Stand 2021) ist die Entwicklung im Bezirk auf Adlershof fokussiert und im Ortsteil Johannisthal ist die Gewerbeentwicklung langsam verlaufen. Einige Straßen am Nordwestrand im Wohngebiet „Wohnen am Landschaftspark“ wurden angelegt, teilweise mit geänderter Trasse. So wurde der Melli-Beese-Ring am Nordende bisher nicht umgesetzt und folglich zu Melli-Beese-Straße umbenannt.
| Name/Lage                      | Länge/Maße (in Metern) | Namensherkunft | Datum der Benennung | Anmerkungen | Bild |
| ------------------------------ | ---------------------- | --- | ------------------- | --- | --- |
| Abramowitschallee (Lage)       | 00geplant              | Wsewolod Abramowitsch (1890–1913), ukrainisch-russischer Flugpionier und -lehrer, der über Johannisthal abstürzte                                                                           | 11. Sep. 2002       | Die geplante Straße ist auf dem Gelände des ehemaligen Flugplatzes Johannisthal im Gewerbe-Neubaugebiet südlich des Groß-Berliner Damms vorgesehen. Sie ist parallel zu diesem vom Segelfliegerdamm am Nordost- und Nordrand des Landschaftsparks zum Groß-Berliner Damm (nahe der Grenze zu Adlershof) projektiert. | Die Abramowitschallee ist auf diesem Gelände südlich des Groß-Berliner Damms vorgesehen. Zustand im Juli 2013                                                                   |
| Charles-Boutard-Straße (Lage)  | 00geplant              | Charles Boutard (1884–1952), Mechaniker, Pilot, Ehemann der Fliegerin Melli Beese | 11. Sep. 2002       | Der Verkehrsweg soll auf dem zeitweilig als Gewerbegelände genutzten Gebiet des ehemaligen Flugplatzes Johannisthal angelegt werden. Die Trasse verläuft über den Groß-Berliner Damm hinweg zwischen Abramowitschallee und dem früheren Rangierbahnhof Schöneweide. | An der Stelle der projektierten Charles-Boutard-Straße befindet sich im Juli 2013 nach Süden eine Zufahrtsstraße zu den hier liegenden Gewerbegebäuden des Groß-Berliner Damms. |
| Gorissenstraße (Lage)          | 00geplant              | Ellery von Gorrissen (1886–1973), Luftfahrtpionier | 11. Sep. 2002       | Der Verkehrsweg ist auf dem Gelände des ehemaligen Flugplatzes Johannisthal projektiert. Auf der amtlichen Karte ist die Straße in Ost-West-Richtung südlich des Sportplatzes zwischen Segelfliegerdamm und Landschaftspark vorgesehen, unter der Straßennummer 8930 ist sie in der amtlichen Liste enthalten. Im Jahre 2021 besteht auf der projektierten Trasse an der „Westfuge des Landschaftsparks“ ein namenloser Parkweg. Die südlich der geplanten Straße vorgesehenen Siedlungsbauten sind nicht umgesetzt worden. Der Straßenname schreibt sich fälschlicherweise Gorissen statt Gorrissen. | Gorissenstraße nach West von der Melli-Beese-Straße / Westfuge des Landschaftsparks.                                                                                            |
| Henry-Farman-Straße (Lage)     | 00geplant              | Henri Farman (1874–1958), französischer Luftfahrtpionier und Unternehmer | 11. Sep. 2002       | Der Verkehrsweg soll auf dem Gelände des ehemaligen Flugplatzes Johannisthal angelegt werden. Er ist über den Groß-Berliner Damm hinweg parallel zur Charles-Boutard-Straße zwischen Charles-de-Carters-Straße und Igo-Etrich-Straße vorgesehen, der genaue Verlauf ist aber in diesem Baugebiet nördlich vom Landschaftspark noch nicht festgelegt. | Bild gesucht BW |
| Hubert-Latham-Straße (Lage)    | 00geplant              | Hubert Latham (1883–1912), französischer Flugpionier, überquerte im Jahr 1909 als Erster den Ärmelkanal mit einem kleinen Motorflugzeug und stellte 1909/1910 drei Höhenflugweltrekorde auf | 11. Sep. 2002       | Der Verkehrsweg soll auf dem Gelände des ehemaligen Rangierbahnhofs Schöneweide und des damaligen Flugplatzes Johannisthal angelegt werden. Die Trasse ist von der Charles-Boutard-Straße über die Henry-Farman-Straße von Nordwest nach Südost vorgesehen und endet an der Ortsteilgrenze zu Adlershof, sie liegt (nordöstlich) parallel zum Groß-Berliner Damm. | Bild gesucht BW |
| Pégoudstraße (Lage)            | 00geplant              | Adolphe Pégoud (1889–1915), französischer Flugpionier | 11. Sep. 2002       | Der Verkehrsweg ist noch nicht im amtlichen Straßenverzeichnis verzeichnet. Er ist für das Bebauungsgebiet nordöstlich vom Groß-Berliner Damm projektiert und vorläufig als nordostwärts zwischen Groß-Berliner Damm und Hubert-Latham-Straße trassiert. Die vorgesehene Gewerbebesiedlung verzögert sich, da die Senatsverwaltung das Entwicklungsgebiet 2005 aus der Planung genommen hat. | Bild gesucht BW |
| Pierre-de-Caters-Straße (Lage) | 00geplant              | Pierre de Caters (1875–1944), belgischer Flugpionier | 11. Sep. 2002       | Der Verkehrsweg ist noch nicht im amtlichen Straßenverzeichnis enthalten. Die projektierte Straße im Bebauungsgebiet ist südwestlich parallel zum Groß-Berliner Damm trassiert. Sie endet im Südosten an der Ortsteilgrenze zu Adlershof. Die vorgesehene Gewerbebesiedlung verzögert sich, da die Senatsverwaltung das Entwicklungsgebiet 2005 aus der Planung genommen hat. | Bild gesucht BW |

## Ehemalige und geplante Straßen und Plätze

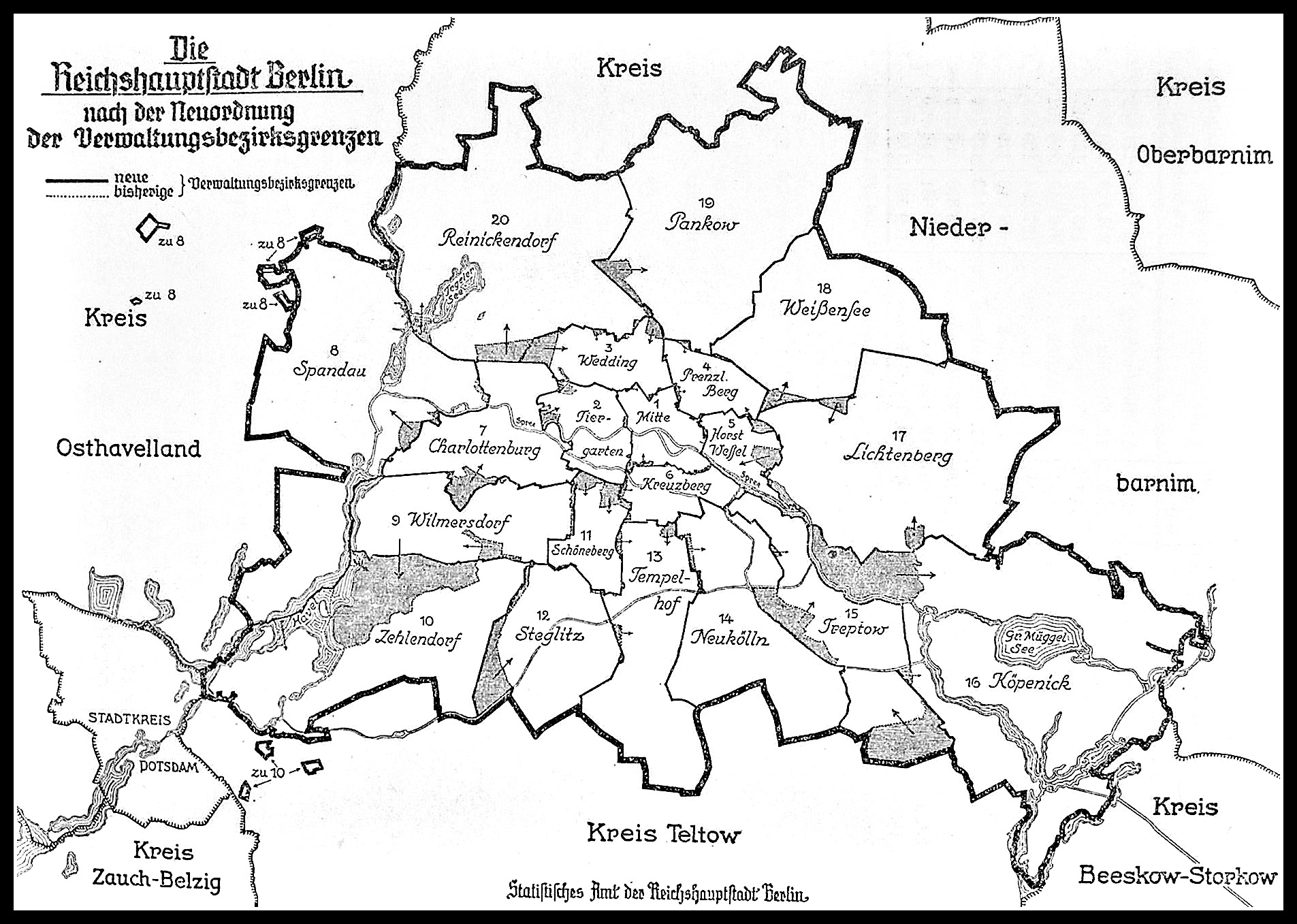
Änderung der Ortsteilgrenzen 1938

Am 12. Oktober 1937 wurde (bedingt durch den Kanal) beschlossen Flächen von Rudow, Britz und Buckow zu Johannisthal zum 1. April 1938 umzugemeinden. Im Dezember 1997 wurde die 1938 zu Johannisthal zugeordnete Siedlung Späthsfelde zum Ortsteil Baumschulenweg umsortiert. Die Planung von Straßen südöstlich vom Lindhorstweg in den 1930er Jahren wurden so nicht umgesetzt.
Teile des früheren Flugplatzes Johannisthal wurden bei der Planung zum „Entwicklungsgebiet Adlershof/Johannisthal“ mit WISTA dem Ortsteil Adlershof zugeordnet. Diese Gebietsänderungen hatten Einfluss auf Straßennamen, die Trassierungen und Zuordnungen im Straßensystem.
| Ursprünglicher Name          | von           | bis                | umbenannt                                        | Namensherkunft, Anmerkung |
| ---------------------------- | ------------- | ------------------ | ------------------------------------------------ | --- |
| Bahnstraße                   | um 1885       | 1915               | → Einbeziehung in den Sterndamm                  | an der Eisenbahn, in der Lage zum Bahnhof Niederschöneweide Johannisthal hin. Als Bahnstraße wurde lediglich das Verbindungsstück zwischen Sternplatz und der Grünauer Straße bezeichnet. Der Straßenname Bahnstraße ist seit 1916 nicht mehr in den Adressbüchern verzeichnet. Dagegen sind unter der jeweiligen Hausnummer 3 in den Jahren 1915 und 1916 die gleichen Eigentümer genannt: Kreisausschuß des Kreises Teltow mit „Eisenbahn-Beamtenhaus“ und „Chausseehaus“.                                           |
| Birkenweg                    | 1924          | 7. Aug. 1927       | → Eibenweg                                       | Birken, Pflanzengattung der Birkenartigen. Mit der Bildung von Groß-Berlin gab es im Stadtgebiet viele Birkenwege. |
| Bismarckstraße               | 1892          | 24. Mai 1951       | → Herweghstraße                                  | Otto von Bismarck |
| Buschweg                     | 1942          | 14. Juni 1963      | → Springbornstraße                               | Busch, niedrig wachsende Pflanzen |
| Dorfstraße                   | um 1755       | um 1893            | → Friedrichstraße                                | Dorf Johannisthal Älteste Straße Johannisthals |
| Flugmeisterplatz             | um 1912       | nach 1932          | (aufgehoben)                                     | Der Platz lag am Sterndamm. Der Name wurde von dem militärischen Dienstgrad für einen Piloten abgeleitet. Bezüglich der Namensaufhebung gibt Luise-Berlin.de das Jahr 1924 an, aber im Berliner Adressbuch 1932 sind Flugmeisterplatz und -straße auch noch enthalten. |
| Flugmeisterstraße            | um 1912       | nach 1932          | (aufgehoben)                                     | Der Name wurde von dem militärischen Dienstgrad für einen Piloten abgeleitet. |
| Flugplatzstraße              | um 1915       | 16. Aug. 1928      | → Segelfliegerdamm                               | Flugplatz Johannisthal Um 1920 wird in der Flugplatzstraße 2 die Firma „Ballonhallenbau Arthur Müller GmbH“ aufgeführt. |
| Friedrichstraße              | um 1893       | 10. Mai 1951       | → Winckelmannstraße                              | Friedrich der Große (1712–1786), König von Preußen Die aus der Dorfstraße hervorgegangene Straße war der erste Verkehrsweg im Kolonistendorf Johannisthal in der Mitte des 18. Jahrhunderts. Hier stand im 19./20. Jahrhundert ein Denkmal für den Namensgeber der Straße, das im Adressbuch 1914 als „Sehenswürdigkeit“ aufgeführt ist. In dessen Herrschaftszeit fällt die Anlage von Johannisthal. |
| Goldmarkstraße               | 4. Dez. 1930  | 16. Mai 1938       | → Friedrich-List-Straße                          | Karl Goldmark (1830–1915), österreichisch-ungarischer Komponist |
| Herzogin-Charlotte-Platz     | vor 1913      | nach 1933          | (aufgehoben)                                     | Sophie Charlotte Herzogin von Braunschweig und Lüneburg (1668–1705), Königin von Preußen im Jahr 1701. Der Platz an der spitzen Abzweigung der Engelhardstraße vom Groß-Berliner Damm war im Stadtplan von 1961 noch namenlos vorhanden und wurde später mit einer Feuerwache überbaut. |
| Kaiserstraße                 | um 1900       | 20. Okt. 1932 1910 | → Südostallee → Königschaussee                   | Kaiser, Herrschertitel, hier abgeleitet von Kaiser Wilhelm I. Teile der Straße sind um 1910 in Königschaussee umbenannt worden und gehörten zu dem Berliner Vorort Niederschöneweide |
| Kaiser-Wilhelm-Platz         | um 1900       | 5. Jan. 1950       | → Sterndamm                                      | Wilhelm I. (1797–1888), Deutscher Kaiser, König von Preußen Der Platz lag an der Kaiser-Wilhelm-Straße, heute Albineaplatz (siehe oben). |
| Kaiser-Wilhelm-Straße        | 1892          | 5. Jan. 1950       | → Sterndamm                                      | Wilhelm I. (1797–1888), Deutscher Kaiser, König von Preußen Sie verlief um 1920 von der Stubenrauchstraße zur Parkstraße. |
| Kanner Straße                | um 1920       | um 1924            | → Südost-Allee aufgegangen                       | Kanne, Name der ehemaligen Försterei in der Königsheide, auch Name eines Fließes (Kannegraben) Dieser Straßenname taucht 1921 erstmals als Verkehrsweg in Johannisthal auf. Nach 1925 ist er ohne Hinweis auf Umbenennung wieder verschwunden. |
| Königschaussee               | um 1910       | um 1920            | → Südostallee                                    | König, Herrschertitel; hier von Wilhelm I. abgeleitet. Diese Straße ging von der Bahnstraße ostwärts Richtung Neukölln (damals Rixdorf) ab. |
| Königsplatz                  | nach 1907     | 5. Jan. 1950       | → Sterndamm                                      | König, Herrschertitel, hier auf Wilhelm I. bezogen |
| Koschatplatz                 | 4. Dez. 1930  | 31. März 1964      | (aufgehoben)                                     | Thomas Koschat (1845–1914), österreichischer Komponist Gemäß Bebauungsplan wurde er zunächst als Platz D angelegt. Haushofer Straße, Redwitzgang und Koschatweg bildeten seine Begrenzung. Im Zusammenhang mit dem Wohnungsbau wurde er 1964 entwidmet. |
| Laßwitzweg                   | 4. Dez. 1930  | 23. Mai 1938       | → Draesekestraße                                 | Kurd Laßwitz, Schriftsteller. Der Laßwitzweg lag zwischen Megedestraße und Lindhorstweg. 1937Laßwitzweg. In: Berliner Adreßbuch, 1937, Teil IV, S. 2028. sind von den 22 wechselseitig nummerierten Grundstücken sind neun mit Einfamilienhäusern bebaut, auf einem befindet sich ein Garten. Während der Zeit des Nationalsozialismus galt er wegen „radikalliberaler und demokratischer Tendenzen“ als „unerwünscht“. Der Laßwitzweg wurde am 23. Mai 1938 in die am 16. Mai 1938 benannte Draesekestraße überführt. |
| Lindhorststraße              | um 1913       | 15. Dez. 1930      | → Lindhorstweg                                   | historischer Flurname („Bezeichnung für das früher hier gelegene Ackergelände“). Der als „Straße“ projektierte Verkehrsweg verblieb zunächst am Rand des unbebauten südlich gelegenen Geländes und wurde als „-weg“ geführt. |
| Moltkestraße                 | 1892          | 4. Dez. 1930       | → Heubergerweg                                   | Helmuth Karl Bernhard von Moltke (1800–1891), „Moltke der Ältere (d. Ä.)“, preußischer Generalfeldmarschall Sie reichte bei ihrer Anlage vom Kaiser-Wilhelm-Platz bis zur Hoevelstraße. |
| Nieberplatz                  | um 1920       | um 1925            | (aufgehoben)                                     | Stephan von Nieber (1855–1920) „hat sich um das Zustandekommen des Flugplatzes Johannisthal besonders verdient gemacht.“ |
| Nordstraße                   | um 1920       | um 1921            |                                                  | nördliche Begrenzung der Kleinhaussiedlung Johannisthal in den 1920er Jahren. Dieser Name ist bereits 1922 nicht mehr im Adressbuch enthalten, an dessen Stelle gibt es den → Breiten Weg. |
| Ostmarkstraße                | 1925          | 9. Juni 1961       | → Friedrich-List-Straße                          | Ostmark, im 20. Jahrhundert verwendete Bezeichnung für die östlichsten Regionen des Deutschen Reichs |
| Parkstraße                   | 1892          | 1932               | → Königsheideweg                                 | Parkanlage Königsheide Die so benannte Straße verband anfangs die Bahnstraße mit der Flugplatzstraße. Sie verfügte im Jahr 1914 über 20 Parzellen und weitere unnummerierte Baustellen. Ihr Verlauf wurde später auf zwischen Kaiser-Wilhelm-Straße und Sterndamm geändert und durch weitere Bebauung sind 1933 bereits 26 Grundstücke ausgewiesen. Die Hausnummer 26 direkt an der Ecke Sterndamm gehörte bis 1932 zu einem Kino „Astra Film“, im Folgejahr ist dies nicht mehr ausgewiesen.                          |
| Platz B                      | um 1920       |                    |                                                  | Platz B „am Breiten Weg“ ab 1921 im Adressbuch eingetragen. Dort ist im Jahr 1921 ein Spielplatz der Gemeinde Johannisthal vermerkt. |
| Rixdorf-Canner-Kreischaussee | um 1902       | 13. Mai 1910       | → Neuköllnische Allee, ein Abschnitt Südostallee | entsprechend der Richtung nach Böhmisch-Rixdorf und Deutsch-Rixdorf sowie Kreisstraße. Canner ist von Kanne abgeleitet, dem Namen des Forsthauses in der Königsheide. |
| Roonstraße                   | um 1893       | 31. Mai 1951       | → Haeckelstraße                                  | Albrecht von Roon (1803–1879), preußischer General und Minister |
| Siedlung am Sterndamm        | um 1920       | um 1921            |                                                  | Bezeichnung einer West-Ost-Straße in der Kleinhaussiedlung Johannisthal in den 1920er Jahren. Bereits im Jahr darauf war dies die Straße → Am Alten Fenn. |
| Sternplatz                   | um 1913       | 5. Jan. 1950       | → Sterndamm                                      | Der Platz wurde in den Straßenverlauf einbezogen. |
| Sturmvogelstraße             | 16. Aug. 1928 | 31. Okt. 1934      | → Segelfliegerdamm                               | Sturmvögel Hier hatten sich zahlreiche kleine und große Firmen angesiedelt, die für den Flugzeug- und Fahrzeugbau produzierten, darunter Ambi, Chrysler Company, „Deutsche Dura GmbH“ Automobilinneneinrichtung, „Graham-Paige Automobil GmbH“, „Albatros-Flugzeugwerke“, Temmler-Werke (Chemie), Chemische Fabrik „Nassovia“. |
| Wilhelmstraße                | 1892          | um 1912            | → Sterndamm                                      | Wilhelm I. (1797–1888), Deutscher Kaiser und König von Preußen. In dieser Straße stand ein Denkmal für den Kaiser. |

## Weitere Örtlichkeiten in Johannisthal

### Kleingartenanlagen

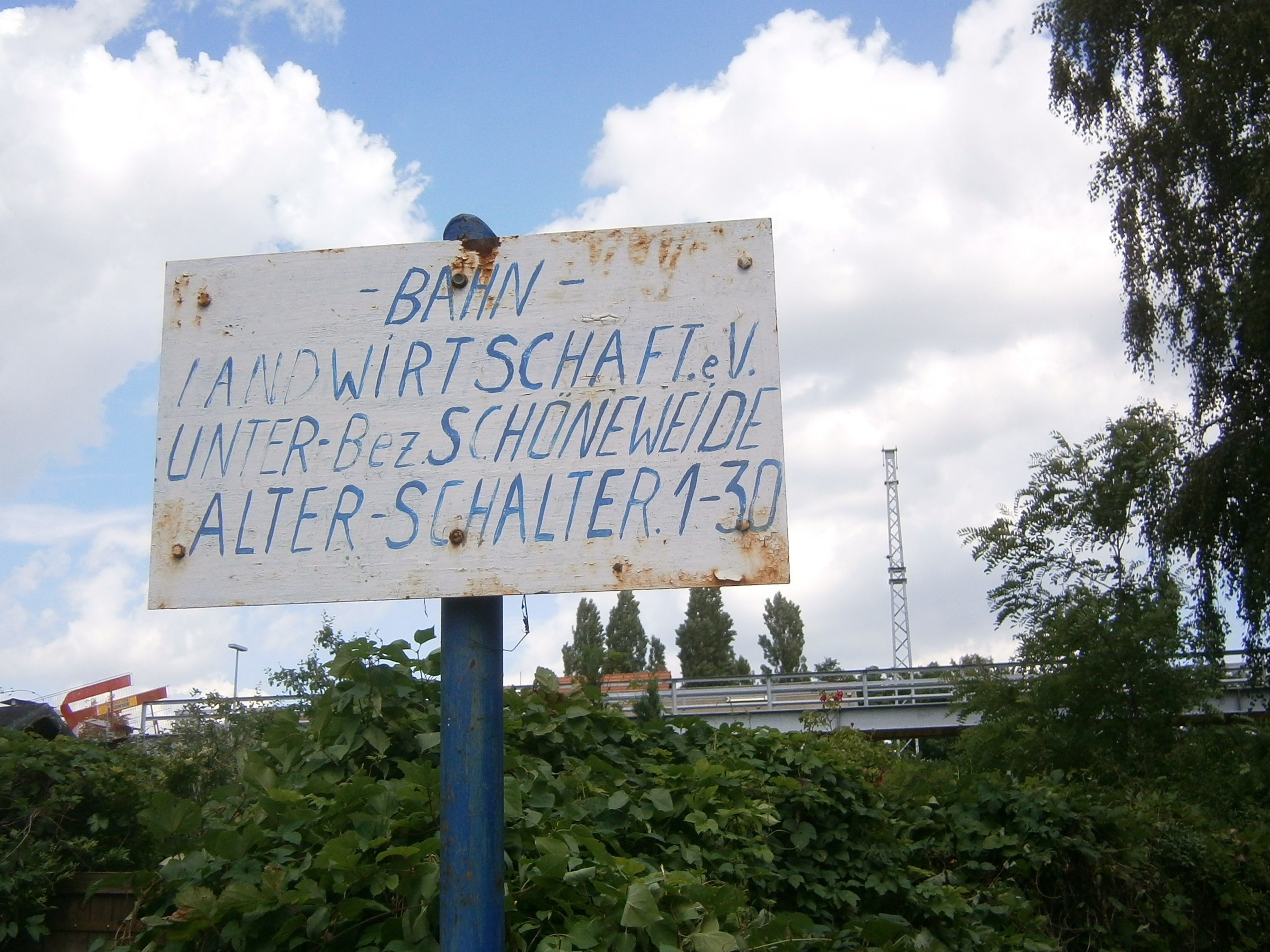
Schild der BLW Am Alten Schalter

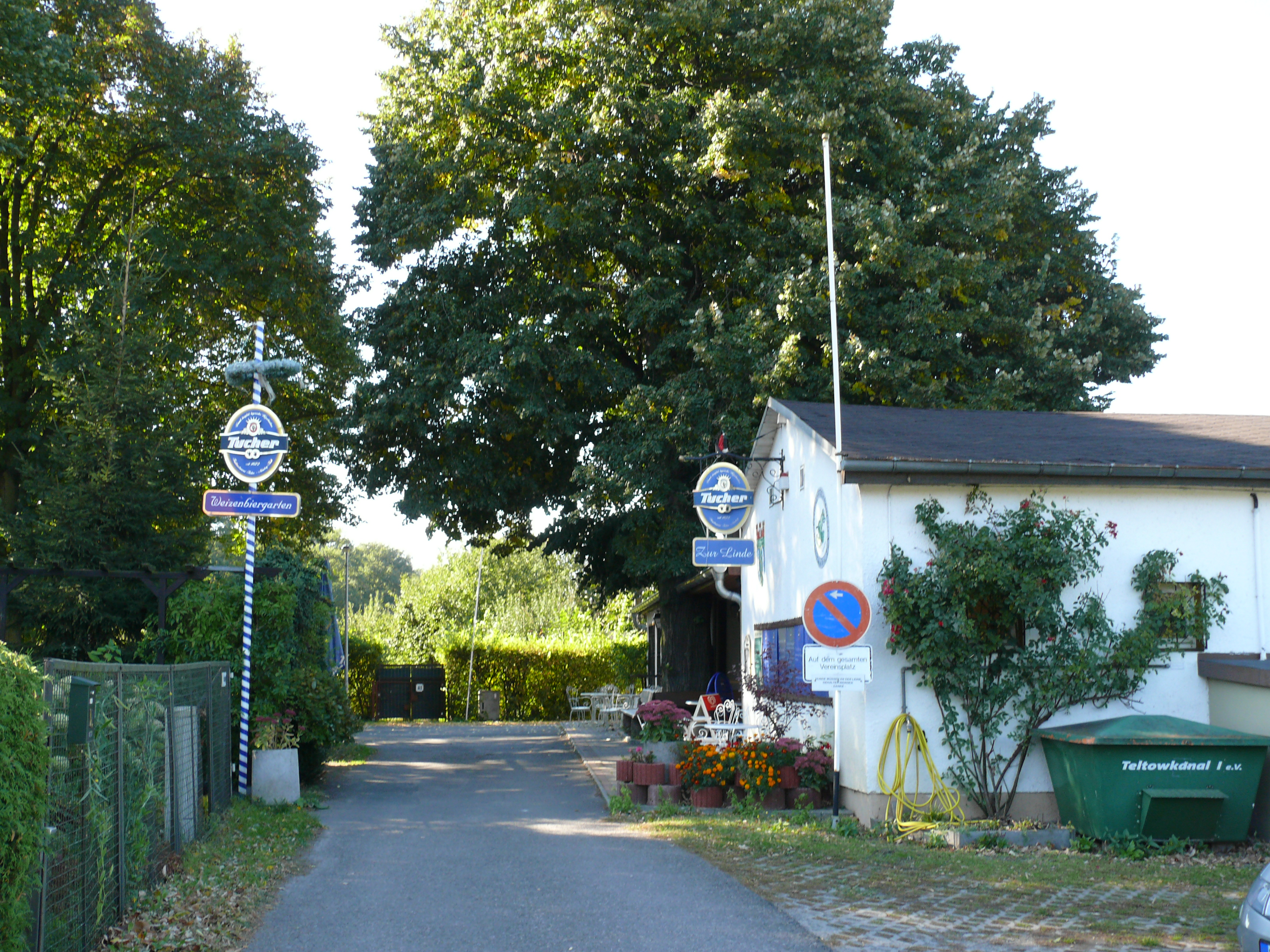
Gaststätte ‚Zur Linde‘ in der KGA Teltowkanal I

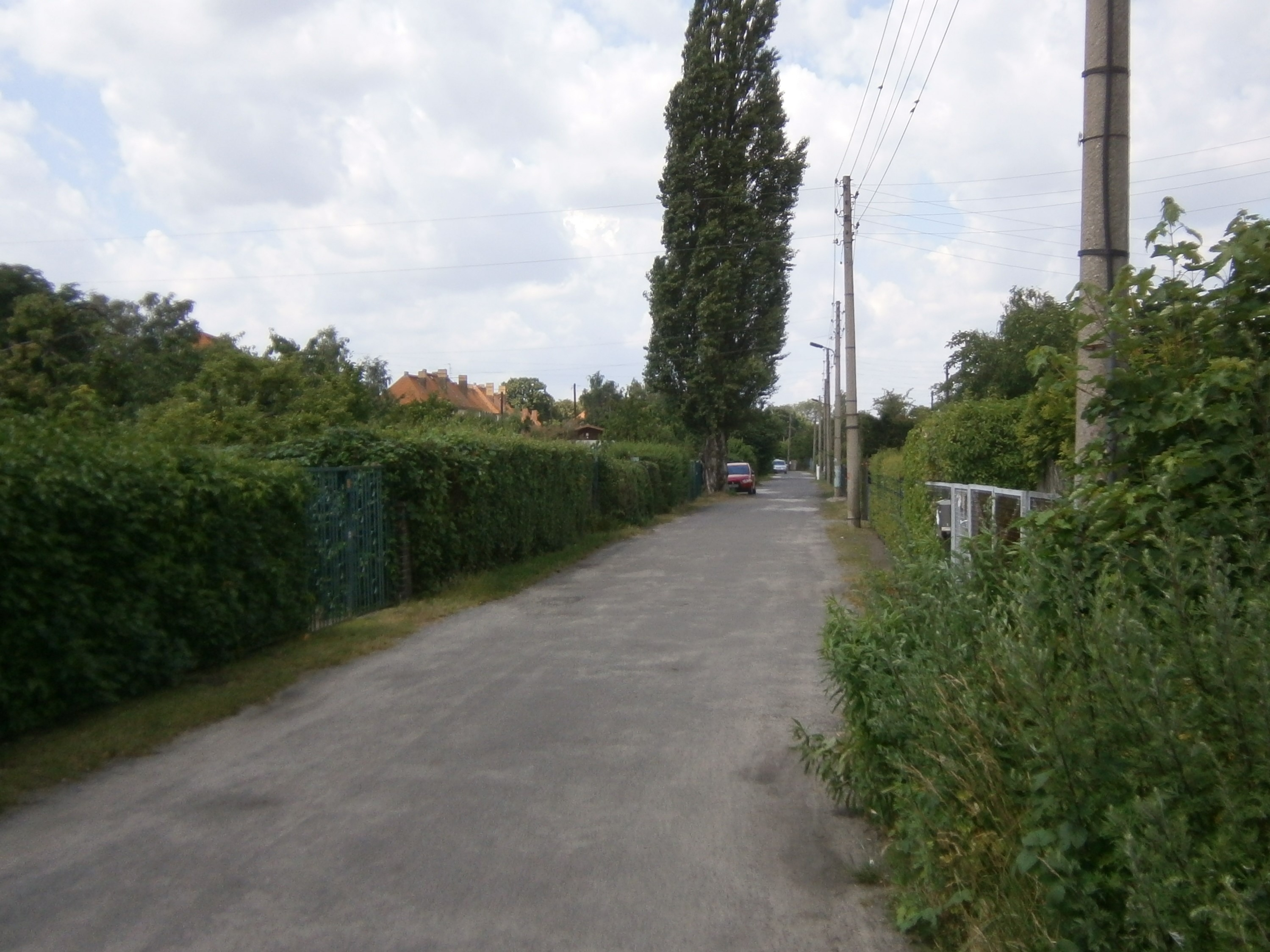
Der Schwarze Weg ist eine amtlich nicht gewidmete Privatstraße vom südlichen Bahnhofsvorplatz Schöneweide nach West durch die KGA An der Südostallee.

Die Kleingartenanlagen (KGA) im Ortsteil liegen im Nordwesten (am Bahngelände) und im Süden, wobei die letzteren in Nähe des Teltowkanals durch den Autobahnbau beeinflusst wurden. Im Folgenden sind Kleingartenanlagen nach den Angaben im Kleingartenentwicklungsplan (KEP) und durch die Gartenfreunde Treptow verzeichnet.
- KGA ‚Am Alten Fenn‘ (Weststraße 20, Lage, KEP 09004), die Dauerkleingartenanlage[71] wurde 1926 gegründet und liegt mit 9.400 m² und 20 Parzellen auf landeseigenem Pachtgelände.
- BLW Unterbezirk Schöneweide ‚Am Alten Schalter‘ (Lage) ist eine Kleingartenanlage, die auf Flächen der Deutschen Bahn AG geschaffen wurde. Die Flächen sind an die Bahn-Landwirtschaft (BLW) verpachtet, dabei liegen  46 Parzellen auf 15.721 m².
- KGA ‚Am Hederichweg‘ (Hedrichweg 29, Lage, KEP 09007), die 1926 gegründete Dauerkleingartenanlage[71] mit 15.910 m² und 48 Parzellen (ein Dauerbewohner) auf landeseigenem und weiteren 3652 m² mit sechs Parzellen (davon ein Dauerbewohner) auf privatem[72] Pachtland.
- KGA ‚An der Südostallee‘ (Franz-Liszt-Straße 2a, Lage, KEP 09011), auf 28.522 m² mit 66 Parzellen und davon zwölf Dauerbewohnern liegt die KGA auf privatem Gelände.[72] Weitere 10.224 m² mit 28 Parzellen sind nach den Darstellungen des FNP für eine andere Nutzung vorgesehen sind (Stufe 1a[73]). Der Kleingartenverein wurde 1920 gegründet.
- KGA ‚Sonnental II‘ (Lage), diese Kleingartenallee wurde (als Restfläche) in die KGA ‚Am Alten Fenn‘ aufgenommen und eingegliedert.
- KGA ‚Südpol‘ (Baumschulenstraße 60, Lage, KEP 09079), Dauerkleingartenanlage[71] mit 15.860 m² für 38 Parzellen. Lediglich Flächen entlang der Baumschulenstraße sind für eine übergeordnete Hauptverkehrsstraße nach FNP ungesichert. Die Fläche liegt auf Johannisthaler Gebiet am Ostrand Baumschulenstraße zwischen Britzer Verbindungskanal und Königsheideweg und könnte bei einer Verbreiterung dieser Straße teilweise entwidmet werden. Die Anlage ‚Südpol‘ wurde 1920 gegründet.
- KGA ‚Teltowkanal I‘ (Südostallee 42, Lage, KEP 09080), die 1923 gegründete dauerhaft gesicherte fiktive Dauerkleingartenanlage liegt zwischen Britzer Zweigkanal und Königsheide südlich der Südostallee mit 87 Parzellen auf 44.070 m² landeseigenem Pachtland. Eine Teilfläche ist allerdings nach Flächennutzungsplan für die übergeordnete Hauptstraßenplanung vorbehalten, die am Südrand der Südostallee liegen. Diese Straße besitzt im Berliner Straßennetz regionale Bedeutung.
- KGA ‚Waldesgrund‘ (Baumschulenstraße 59, Lage, KEP 09086) mit 50.931 m² für 126 Parzellen (davon zwei Dauernutzer), die als fiktive Dauerkleingartenanlage[71] als dauerhaft gesichert gilt. Allerdings sind Flächen nach dem FNP am Ostrand der Baumschulenstraße, die eine regionale Hauptstraße ist, für eine übergeordnete Hauptverkehrsstraße vorbehalten. Der Kleingartenverein wurde 1902 gegründet.
- KGA Waldfrieden I (Königsheideweg 13, Lage, KEP 09087), die 1911 gegründete Anlage liegt dauerhaft gesichert[71] mit 9.744 m² für 26 Nutzer am Westrand der Königsheide auf der beim Bau des Gartenmarktes verbliebenen landeseigenen Pachtfläche.
- KGA ‚Wegegrün‘ (Stubenrauchstraße 44, Lage, KEP 09090) ist eine Dauerkleingartenanlage[71] mit 35.907 m² für 85 Parzellen auf landeseigenem Pachtgelände. Die Anlage wurde 1976 gegründet und bis 1995 als KGA ‚Springbornstraße‘ geführt. Sie wird von Ginkgoweg, Springborn-, Stubenrauchstraße und der Autobahn begrenzt.

### Parks und weitere Anlagen

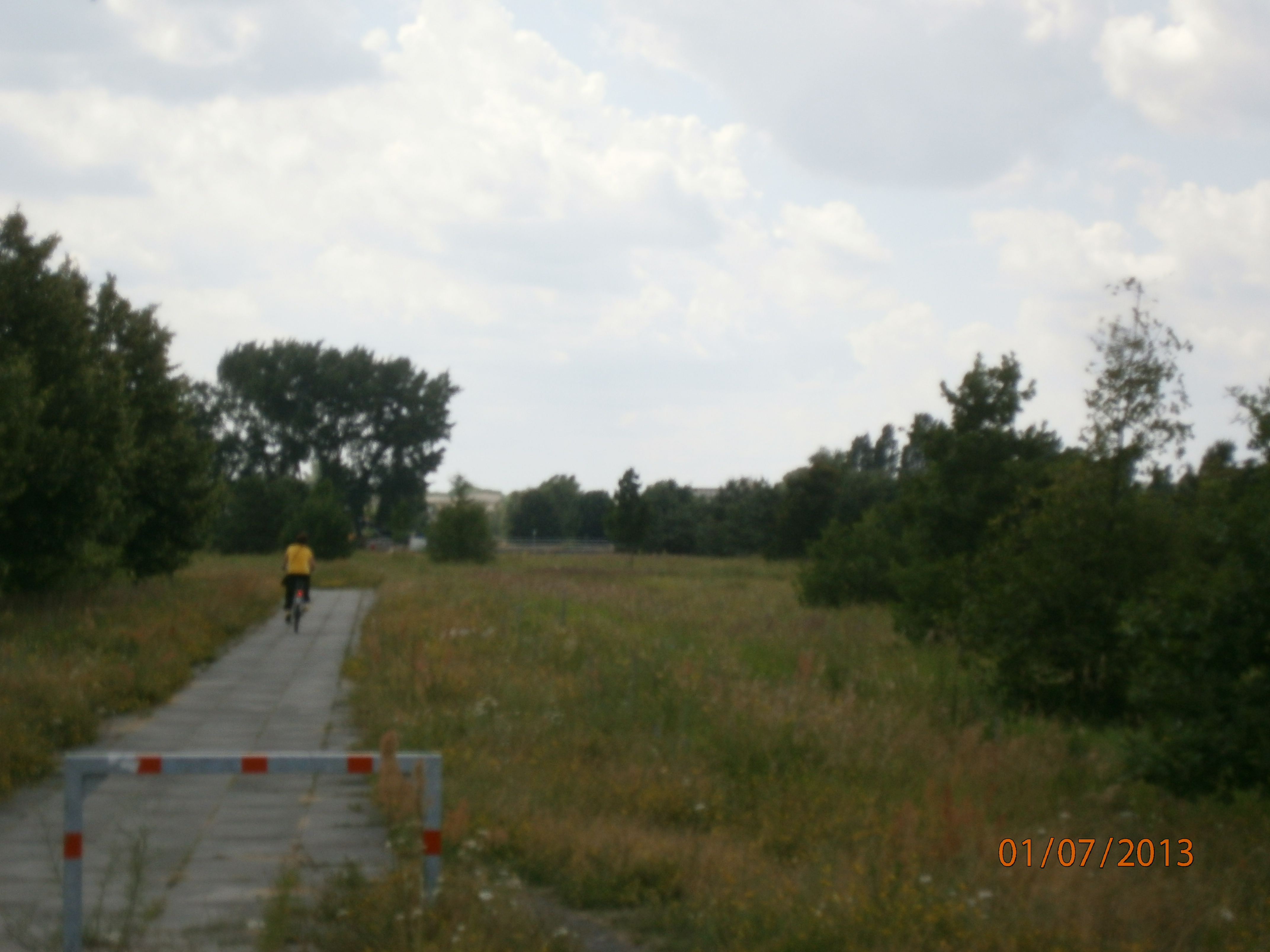
Der Teltower Dörferweg verläuft von Dorf zu Dorf auf der Teltower Hochfläche im Süden von Berlin. Blick vom Groß-Berliner Damm zum Landschaftspark.

- LSG Königsheide  (Lage)
- Breites Fenn am Ostrand der Königsheide (Lage)
- Johannisthaler Park (Lage) Er wurde nach dem Bebauungsplan als Platz H geplant.[74] Die Grünfläche liegt hinter den Grundstücken von Sterndamm, Wald-, Engelhard-, Pietschkerstraße. Er ist als Parkfläche amtlich (RBS 49906) gewidmet und für die 3,24 Hektar großen Fläche besteht ein Zugang an der Südostecke von Sterndamm/Waldstraße und durch die Nordfuge an der Pietschkerstraße westlich der Feuerwache.[75]

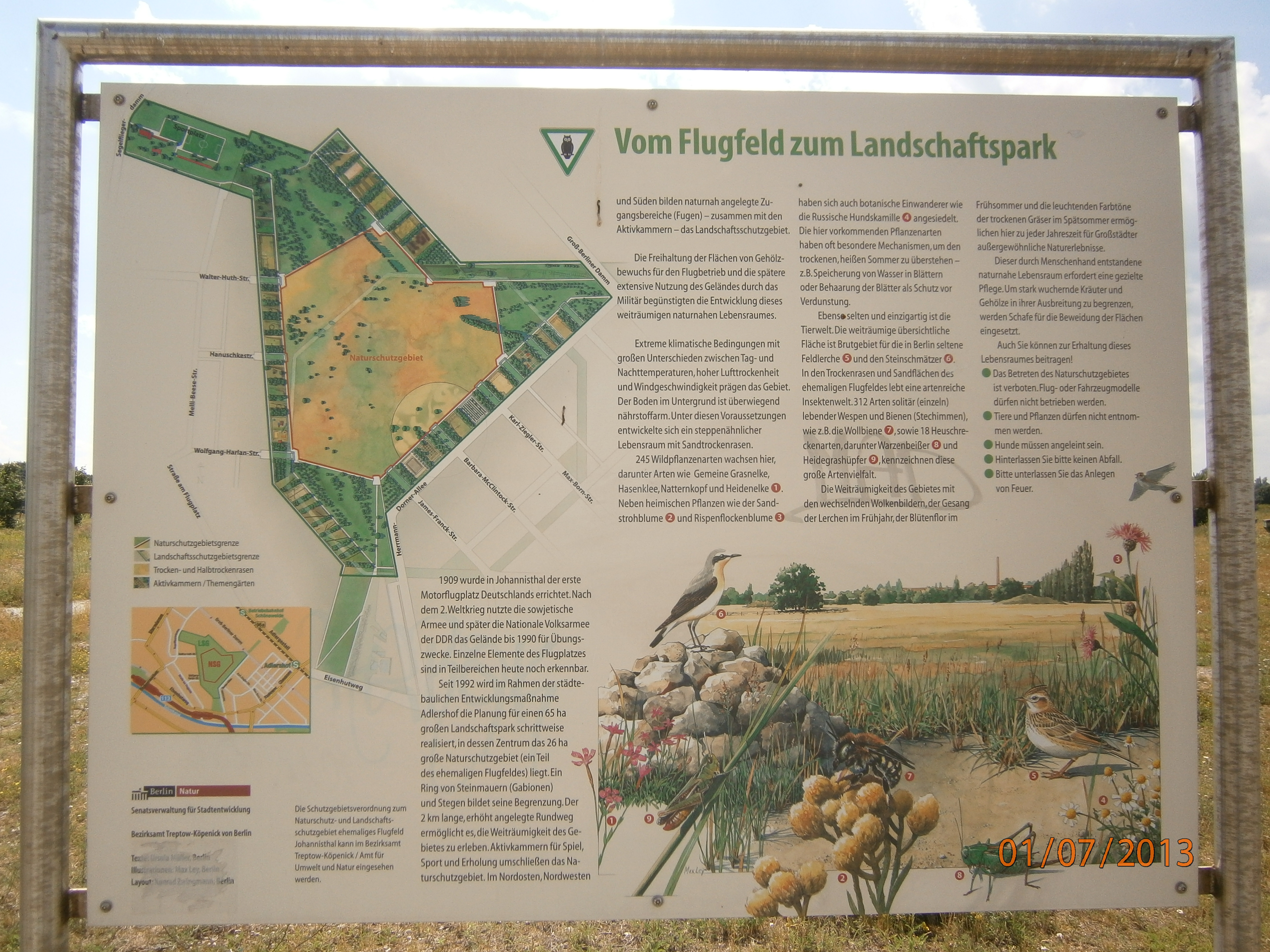
Tafel zum Landschaftspark

- Landschaftspark Johannisthal (Lage): der Landschaftspark ergänzt auf dem westlichen (im Ortsteil liegenden) Gebiet des ehemaligen Flugplatzes Johannisthal den Adlershofer Technologiepark WISTA, für den die Ortsteilgrenze geändert wurde. Auf der Parkfläche wurden innerhalb des Bezirks Treptow-Köpenick Umwelt-Ausgleichsmaßnahmen für die Gewerbeflächen des Technologieparks ausgeführt. Die 26,0 Hektar sind seit dem 4. September 2002 als Naturschutzgebiet gesichert worden. Dabei ist das Randgelände als Landschaftsschutz- und die Kernzone zum Naturschutzgebiet erklärt.
- Wasserwerk Johannisthal-Königsheide, das Gelände des vorherigen Wasserwerks außerhalb des verbliebenen Zwischenpumpwerks Johannisthal (Lage) ist mit 34,6 Hektar am 12. September 2007 in die Naturschutzgebiete in Berlin aufgenommen worden. Das Wasserwerk wurde auf Grund des teuren Sanierungsbedarfs in den 1990er Jahren stillgelegt, zumal durch das gegenüberliegende Heizkraftwerk am Teltowkanal in Rudow und den Autobahnbau die südlichen Trinkwasserbrunnen stillgelegt werden mussten. Die hier entstandene Grünfläche war, da sie umzäunt war – weitestgehend unberührt geblieben und die Natur war sich selbst überlassen geblieben.

- Der Berliner Mauerweg (Lage) führt mit 2900 Metern im Ortsteil am Teltowkanal entlang und liegt teilweise südlich der Autobahn wasserseitig. Der Teltowkanalweg (Nummer 17 der 20 grünen Hauptwege, (Lage)) läuft zunächst am Südufer des Teltowkanals wechselt an der Hermann-Gladenbeck-Brücke (Stubenrauchstraße) zum Nordufer für 1730 m in den Ortsteil[76] und führt im Osten weiter nach Adlershof.
- Teltower Dörferweg (Nummer 15 der 20 grünen Hauptwege),[77] von dem 1580 Meter am Ostrand des Landschaftsparks Johannisthal (teilweise an Adlershofer Territorium grenzend) durch den Ortsteil zum Groß-Berliner Damm und weiter nach Adlershof führen (Lage)

### Sonstige Örtlichkeiten
- Ehemaliges Kinderheim Königsheide an der Südostallee, heute befinden sich auf dem Gelände Objekte der Kinder- und Jugendhilfe (Lage)
- Gewerbegebiet Nordost, neben dem Bahngelände am ehemaligen Betriebsbahnhof Schöneweide (Görlitzer Bahn) (Lage)
- WISTA-Gelände Johannisthal, noch in Planung (Bebauungsplan XV-54ab) und am Groß-Berliner Damm vorgesehen.